# Polska wczesnopiastowska
Polska wczesnopiastowska, Monarchia wczesnopiastowska, Państwo wczesnopiastowskie lub Polska pierwszych Piastów (łac. Polonia, Polania), znane także jako Księstwo/Królestwo Polski (łac. Ducatus Poloniae, Regnum Poloniae), a także jako Państwo Gnieźnieńskie (łac. Civitas Schinesghe) – średniowieczne państwo polskie w okresie od ok. 960 do 28 października 1138, czyli rozpoczynającego się wraz z początkiem panowania pierwszego potwierdzonego, historycznego władcy z dynastii Piastów Mieszka I, a kończący się rozdrobnieniem feudalnym po śmierci księcia Bolesława III Krzywoustego, rozpoczynający okres rozbicia dzielnicowego.

## Historia

### Ziemie polskie w okresie przed-piastowskim i powstanie państwa polskiego
Dialekty zachodniolechickie †
     Dialekty środkowolechickie
     Dialekty wschodniolechickie

#### Tereny Polski w pierwszym tysiącleciu naszej ery
W czasach przed-piastowskich ziemie polskie były zamieszkiwane przez ludy: Wenedów (czasami utożsamianych ze Słowianami lub Prasłowianami), Gotów, Wandalów (w tym Silingów), Lugiów czy Gepidów, a następnie ich potomków: Goplan, Wiślan, Ślężan, Lędzian, Pyrzyczan czy Mazowszan.
Badania archeologiczne dowodzą że tereny dzisiejszej południowej Polski były zamieszkiwane przez ludność celtycką.
W okresie rzymskim przez dzisiejszą Polskę przebiegał szlak bursztynowy. Właśnie na tym szlaku, łączącym wybrzeże Bałtyku z krajami śródziemnomorskimi, powstała jedna z najstarszych osad na ziemiach polskich – Calisia (Kalisz). Najbardziej dzisiaj znaną osadą rolniczą był istniejący w VIII-V w. p.n.e. Biskupin na Pałukach (którą wiąże się z kręgiem kultury łużyckiej).
Przybycie Hunów, ludu pochodzącego z obecnych północny z Chin i Mongolii, doprowadziło w V wieku n.e. do wyparcia ludności germańskiej z centralnej Europy i jej przesunięcia na południe i zachód (patrz: Wielka wędrówka ludów). Po długiej pustce osadniczej dopiero w VI wieku na ziemie polskie od strony dzisiejszej Ukrainy przybyli Słowianie.

#### Legenda o księciu Wiślan
Wraz z rozprzestrzenianiem się chrześcijaństwa na wschodzie, od co najmniej X wieku pojawiają się pierwsze wzmianki o istnieniu państwa ogólnopolskiego, ze stolicą w regionie plemienia Polan. Istnieją przesłanki, tworzące teorie na temat istnienia w IX wieku odrębnego od władz centralnych „Państwa Wiślan”, wzmiankowane w legendzie, gdzie opisany jest prześladujący chrześcijan książę. Według kroniki, władca Wiślan został pojmany przez państwo Wielkomorawskie, zobowiązany do zaprzestania prześladowania chrześcijan oraz chrztu w obowiązującym wówczas na Morawach rycie słowiańskim.

#### Państwo Polan
W IX wieku wykształciły się na ziemiach polskich dwa państwa plemienne: Polan i Wiślan. Ci ostatni pod koniec IX wieku zostali podbici przez państwo Wielkomorawskie, przez co zostali wyeliminowani z tworzenia jednego, silnego państwa słowiańskiego na ziemiach polskich. Polanie polityką podbojów podporządkowali sobie plemiona Goplan, Mazowszan i Lędzian oraz utworzyli potężny ośrodek państwowy. Głównymi grodami Polan było Gniezno, Poznań, Ostrów Lednicki i Kalisz. Najprawdopodobniej już pod koniec IX wieku rządzili nimi przedstawiciele jednego z rodów, których obecnie nazywamy Piastami.
Pierwszym historycznym władcą był Mieszko I, ale na podstawie tradycji, zapisanej przez Galla Anonima – pierwszego polskiego kronikopisarza, uznaje się trzech jego przodków: Siemowit, Lestek i Siemomysł.
Innymi władcami, według tradycji mieli być opisani przez Wincentego Kadłubka i kilku innych kronikarzy, członkowie poprzedzającej Piastów dynastii, do której należeć miał między innymi Lech I, Kraku I i Wanda, czy Popiel III.

### Panowanie Mieszka I (960–992)

#### Pierwsze wzmianki o Polsce

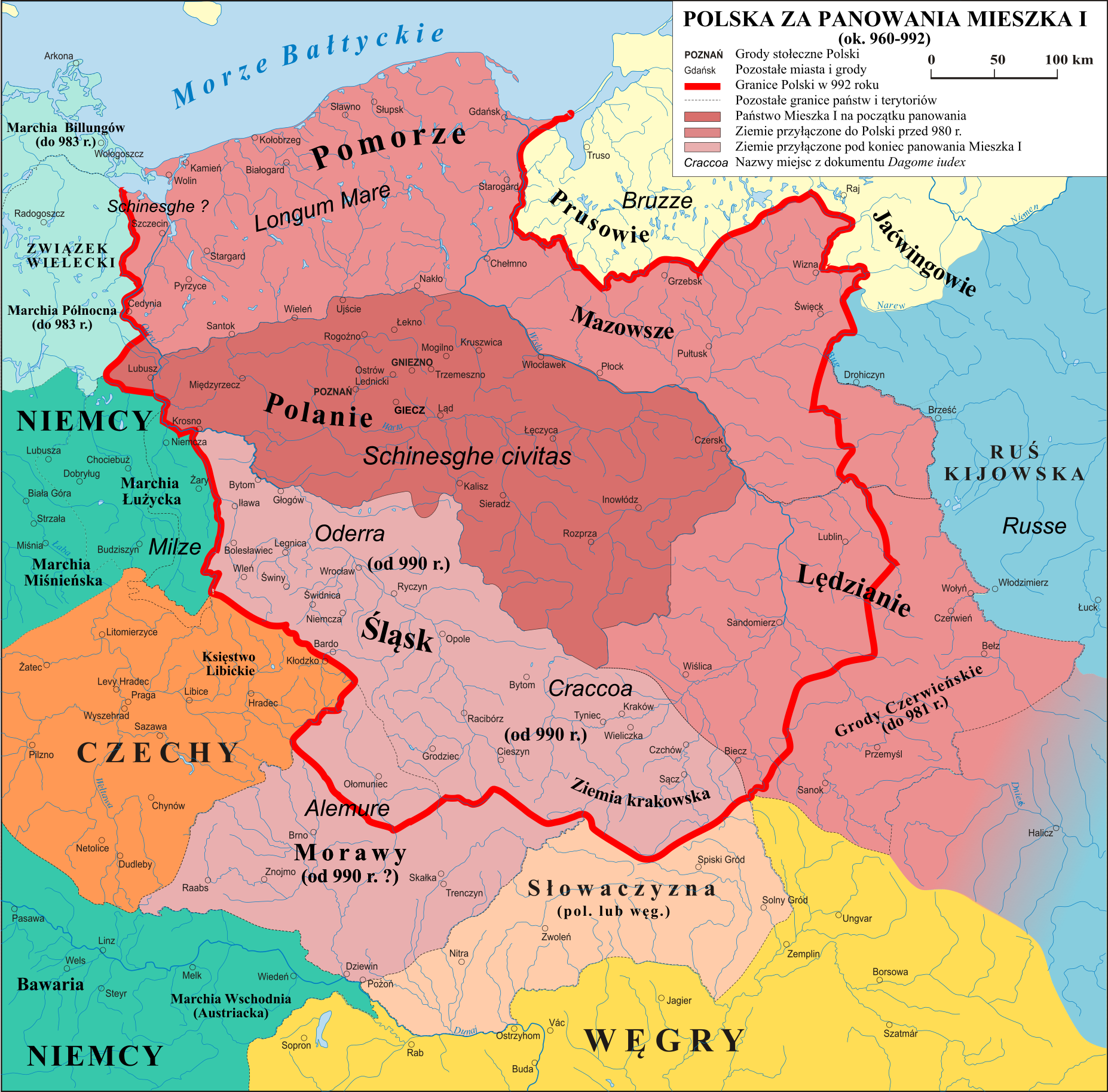
Przypuszczalny zasięg państwa Mieszka I – Civitas Schinesghe (Państwo Gnieźnieńskie) i ziemie przyłączone przez tego władcę (ok. 960–992)

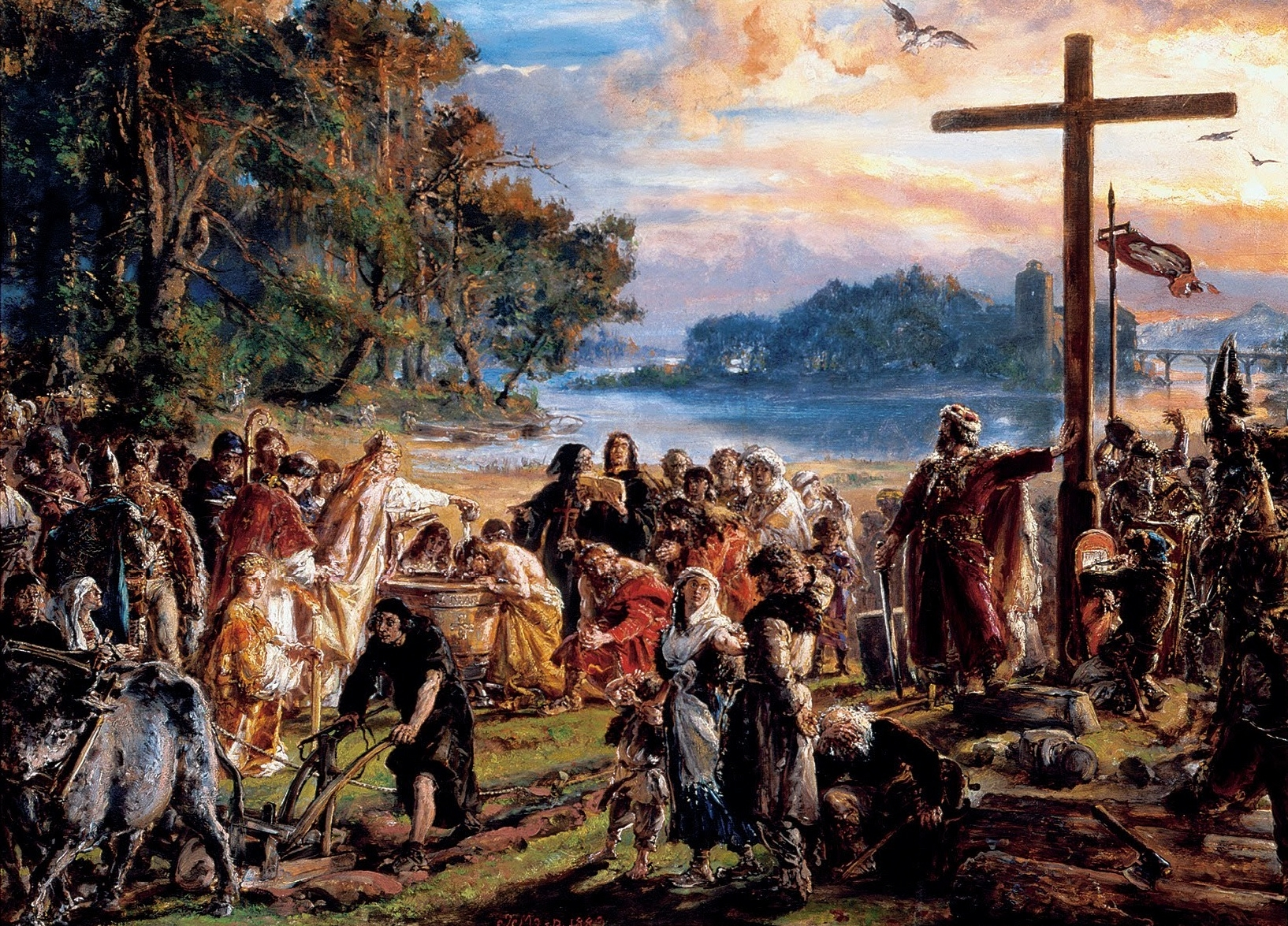
Zaprowadzenie chrześcijaństwa. Obraz Jana Matejki

Pierwszym wspominanym w dokumentach władcą na ziemiach polskich był Mieszko I. Pierwsze wzmianki dotyczące jego państwa pochodzą z lat 60. X w. Opisuje je arabski podróżnik Ibrahim ibn Jakub, wspomina o nim też saska kronika Widukinda. Władza Mieszka rozciągała się na ziemie Wielkopolski, Kujaw, Mazowsza i część Pomorza. W okresie do 1038 roku rolę stolicy Polski pełniło Gniezno .

#### Wojna z Marchią Wschodnią (963)
Według źródeł (Widukinda i Thietmara), wyniku klęski w walkach z margrabią Marchii Wschodniej Gero, Mieszko I został zmuszony do podporządkowania się cesarzowi rzymskiemu Ottonowi I i płacenia trybutu.

#### Chrzest Polski (965/966)
Najważniejszym wydarzeniem podczas panowania Mieszka I było przyjęcie chrześcijaństwa i poślubienie czeskiej księżniczki Dobrawy około roku 966. Umocniło to jego pozycję wśród władców europejskich i stworzyło możliwości współpracy z Cesarstwem i papiestwem. Niemieccy feudałowie stracili pretekst do najazdów na ziemie polskie, którym była chrystianizacja. Nowa religia sprzyjała też zespoleniu ziem polskich. Spowodowała rozwój kultury, sztuki i oświaty, opartej na alfabecie łacińskim. Duchowni, dzięki umiejętności czytania i pisania, pomagali władcy w zarządzaniu państwem. Ślub z Dobrawą oznaczał też korzystny dla młodego państwa sojusz z Czechami.

#### Opanowanie Pomorza Zachodniego (967)
W sojuszu z czeskim księciem Bolesławem Pobożny Mieszko I pokonał w bitwie z 967 roku hrabiego saskiego Wichmana podczas walk o Pomorze. Efektem zwycięstwa było osiągnięcie przez gnieźnieńskiego księcia hegemonii na Pomorzu Zachodnim.

#### Powstanie diecezji poznańskiej (968)
W 968 roku ordynowano w Poznaniu pierwszą diecezje na ziemiach polskich z pierwszy biskupem misyjnym Polski imieniem Jordan. Prawdopodobnie był on biskupem misyjnym podlegającym bezpośrednio Stolicy Apostolskiej, choć do dziś w historiografii pojawiają się sugestie, że mógł on być sufraganem niemieckiej metropolii w Moguncji.

#### Wojna z Marchią Łużycką (972)
W 972 roku na ziemie polskie wtargnął margrabia Łużyc Hodon, wspomagany przez Zygfryda von Walbecka. Został pokonany w bitwie pod Cedynią (niektórzy historycy umiejscawiają bitwę gdzieś na ziemiach połabskich, utożsamiając słowo Cidini z Zehdenick lub z Zeuthen). Mieszko z pomocą swojego brata, Czcibora, obronił zdobyte wcześniej Pomorze Zachodnie, musiał jednak złożyć hołd cesarzowi, lecz jedynie z ziemi lubuskiej.

#### Najazd Ottona II na Polskę (979)
W 979 roku Polskę najechał cesarz rzymski Otton II. Prawdopodobnie wojsko cesarskie dotarło w okolice Poznania. Przypuszczalnie z przyczyn logistycznych i słabnącego morale Otton II wycofał się z Wielkopolski, nie odnosząc decydującego zwycięstwa. Mieszko I wyszedł ostatecznie zwycięską ręką, co doprowadziło do ugody, przypieczętowanej małżeństwem piasta z drugą żoną Odą, córką margrabiego Dytryka.

#### UtrataGrodów Czerwieńskich(981)
Wykorzystując zerwanie sojuszu polsko-czeskiego i najazd Ottona II na Polskę, książę kijowski Włodzimierz Wielki w 981 roku zagarnął cały obszar zamieszkany przez Lędzian (Lechitów).

#### Opanowanie Śląska i Małopolski (990)
Około roku 990 w wyniku wygranej wojny z Czechami przyłączone zostały do państwa Piastów Śląsk i prawdopodobnie Ziemia krakowska. Jednakże grody w Głogowie, Wrocławiu i Opolu Mieszko I zbudował już w 983 roku, prawdopodobnie wykorzystując powstanie Słowian na Połabiu.

#### Dagome iudex (991/992)
Najstarszy znany dokument polski, wystawiony w języku łacińskim ok. 991 w Polsce, Niemczech lub Rzymie, zachowany w streszczeniu sporządzonym ok. 1087 w Rzymie. Dotyczył oddania pod zwierzchnictwo i opiekę papieża przez „sędziego Dagome” (Dagome iudex – stąd zwyczajowa nazwa aktu) „państwa Gniezno (Schinesghe)” wraz z „przynależnościami”, sięgającymi Bałtyku, Prus, Rusi, Krakowa, rzeki Odry, Moraw, Milska i znów Odry. Wystawcą musiał być Mieszko I (istnieje wiele prób wyjaśnienia, dlaczego nazwano go tu Dagome, może to błąd kopisty), a chodziło prawdopodobnie o zapewnienie opieki papieskiej nad synami Mieszka z drugą żoną Odą (zostali oni wymienieni wraz z matką jako współwystawcy), zagrożonymi przez najstarszego syna, Bolesława I Chrobrego (pominiętego w akcie); inne próby interpretacji tej darowizny wiązały się z polityką kościelno-organizacyjną Mieszka I, z rozwojem stosunków polsko-niemieckich, z zabezpieczeniem nowych nabytków terytorialnych Polski (Pomorza lub Śląska i Małopolski), z planami uzyskania korony przez Bolesława Chrobrego. Przypuszczalnie z tytułu tego nadania Polska płaciła potem papiestwu świętopietrze.

### Panowanie Bolesława Chrobrego (992–1025)

#### Początek panowania

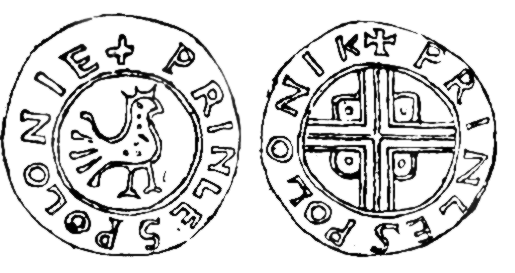
Denar Princes Polonie z XI w. z łacińskim określeniem Polski bity przez mennicę książęcą Bolesława Chrobrego

25 maja 992 roku Mieszko I umiera i tron obejmuje jego syn Bolesław Chrobry, choć pierwotnie przeznaczony był na tron Otton, syn Mieszka z małżeństwa z Odą, która wraz z synami została z czasem wygnana z kraju przez Chrobrego.

#### Próby podporządkowania Prusów – wyprawa misyjna i śmierć św. Wojciecha (997)

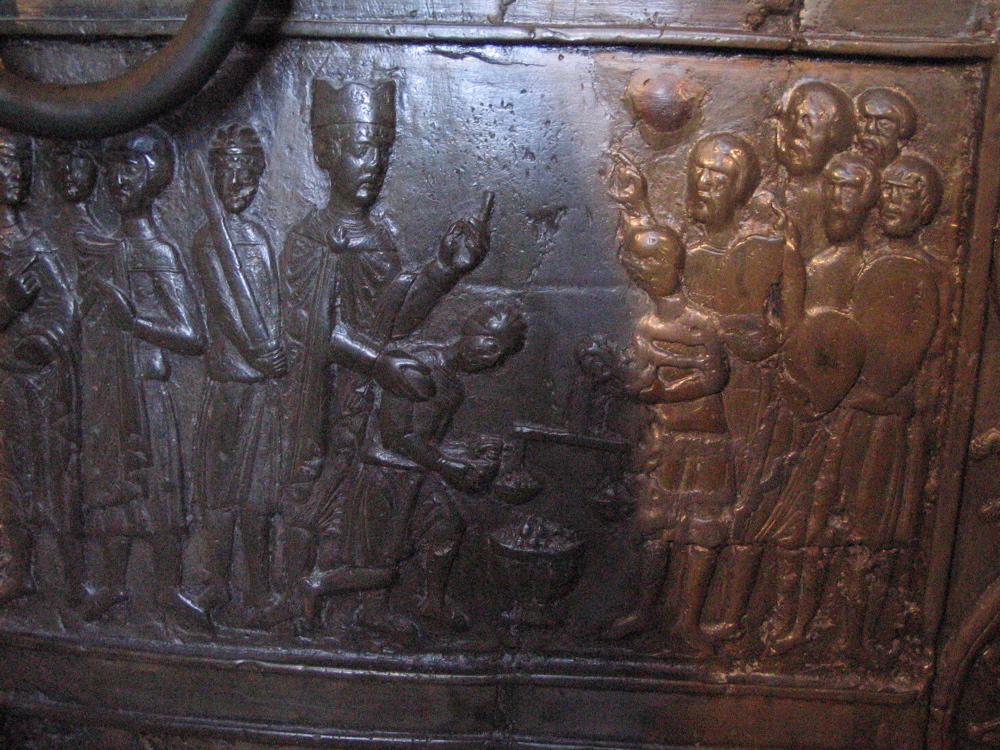
Wykupienie przez Bolesława Chrobrego zwłok Wojciecha. Fragment Drzwi Gnieźnieńskich

Bolesław początkowo próbował podporządkować sobie pogańskie plemiona pruskie, zamieszkujące tereny nadbałtyckie na wschód od Wisły. W związku z tymi dążeniami, zorganizował w 997 roku wyprawę misyjną biskupa praskiego Wojciecha, która zakończyła się śmiercią biskupa z rąk Prusów. Bolesław wykupił jego zwłoki i umieścił jako relikwia w katedrze gnieźnieńskiej.

#### Zjazd gnieźnieński (1000)
W 1000 roku cesarz Otton III pod pretekstem pielgrzymki do grobu kanonizowanego Wojciecha udał się do Gniezna. Główną przyczyną spotkania obu władców były plany stworzenia uniwersalistycznego cesarstwa przez Ottona, którego częścią miała być Polska pod rządami Chrobrego. Tzw. zjazd gnieźnieński stał się okazją do zaprezentowania potęgi młodego państwa i umocnienia jego pozycji. Zapadło wtedy postanowienie o utworzeniu w Polsce arcybiskupstwa w Gnieźnie (pierwszym arcybiskupem został brat Św. Wojciecha, Radzim Gaudenty) oraz 3 biskupstw: we Wrocławiu, Kołobrzegu oraz Krakowie. Zapewniało to uniezależnienie się polskiego Kościoła od arcybiskupstwa Magdeburskiego. Otton III wyraził też zgodę na koronację Bolesława, do której jednak wówczas nie doszło na skutek „zagubienia” się korony w drodze z Rzymu. Zamiast do Polski trafiła ona na Węgry.

#### Wojny polsko-niemieckie (1002–1018)

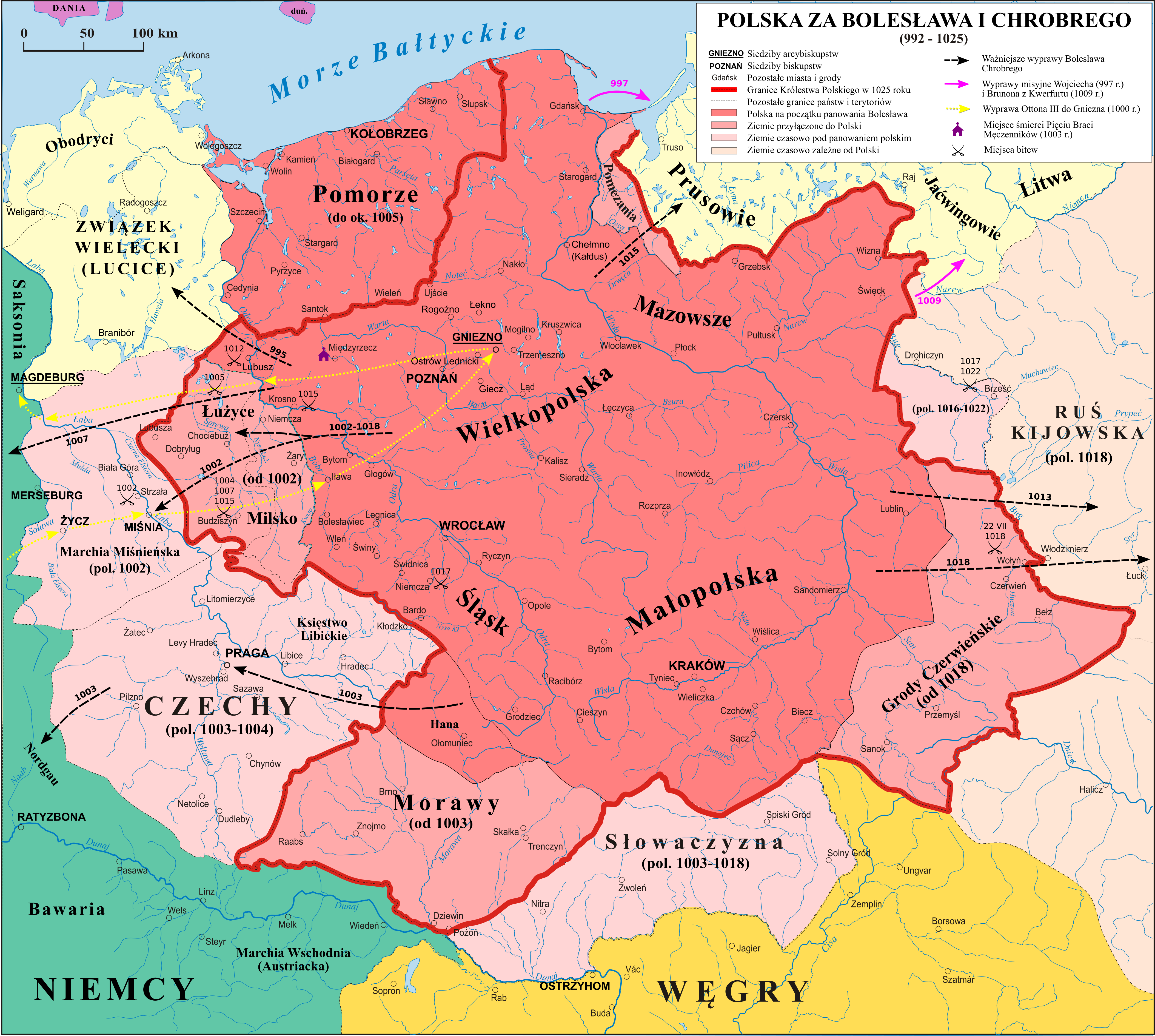
Polska za panowania Bolesława Chrobrego (992–1025)

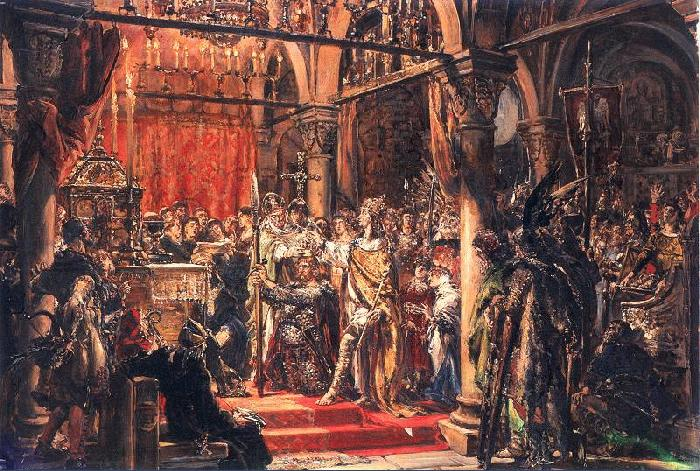
Koronacja pierwszego króla. Obraz Jana Matejki

Po śmierci Ottona III rozpoczął się okres konfliktów między Bolesławem Chrobrym a nowym cesarzem Henrykiem II. W 1002 roku po nieudanym zamachu na życie Chrobrego w trakcie zjazdu w Merseburgu, prawdopodobnie z inspiracji Henryka II, wybuchła I wojna polsko-niemiecka. Bolesław zajął Łużyce, Milsko oraz Miśnię i odmówił przy tym złożenia z tych ziem hołdu cesarzowi.
Rok później, wykorzystując walki o tron w Czechach, Bolesław Chrobry wkroczył do Pragi i osadził tam Bolesława III Rudego. Interwencja miała na celu przeciągnięcie Czech na swoją stronę i podporządkowanie sobie terenów Moraw oraz Słowaczyzny. Gdy rządy Bolesława Rudego zaczęły iść nie pomyśli Chrobrego, ten uwięził go oraz oślepił i sam ogłosił się księciem czeskim, podporządkowując sobie też same Czechy. W 1004 roku Chrobry został z Czech usunięty, a władzę w tym kraju z powrotem objął sojusznik cesarza Jaromir.
W 1005 roku wyrusza wielka wyprawa cesarza Henryka II z Czechami i Wieletami. Cesarz dochodzi aż pod Poznań, a Bolesław musi zrzec się Łużyc i Milska. 
II wojna polsko-niemiecka trwa w latach 1007–1013. Bolesław ponownie zajmuje Milsko i Łużyce. Wojnę kończy pokój w Merseburgu – Bolesław ma składać z tych ziem hołd cesarzowi. 
III wojna polsko-niemiecka trwająca w latach 1015–1018 kończy się zwycięstwem Chrobrego. Niemiecka wyprawa na Polskę podjęta w 1017 roku kończy się niepowodzeniem. Niemcom nie udaje się zdobyć Niemczy i wycofują się z wielkimi stratami. Dochodzi do zawarcia pokoju w Budziszynie w 1018 roku, na mocy którego Chrobry zatrzymuje Łużyce i Milsko, natomiast w Miśni wybierany miał być „władca przychylny Polsce” (zastosowano się do tego tylko na początku). Cesarz miał ponadto pomóc Bolesławowi w wyprawie na Ruś.

#### Interwencja na Rusi Kijowskiej (1018)
W 1018 roku Chrobry wmieszał się w konflikt o tron na Rusi Kijowskiej. Wkroczył do Kijowa i osadził na tronie swego zięcia Świętopełka. Wkrótce przeciw polskim najeźdźcom wybuchło powstanie. Chrobry z bogatymi łupami wrócił do Polski, zajmując po drodze Grody Czerwieńskie. Przypuszczalnie niedługo wcześniej dla ochrony państwa od wschodu zbudowano gród w Brześciu nad Bugiem.

#### KoronacjaBolesława Chrobrego (1025)
W 1025 roku Chrobry, wykorzystując okres bezkrólewia w Niemczech, uzyskał zgodę ówczesnego papieża Jana XIX i został ukoronowany w Gnieźnie przez arcybiskupa Hipolita na pierwszego króla Polski. Kilka miesięcy później zmarł.

#### Podsumowanie

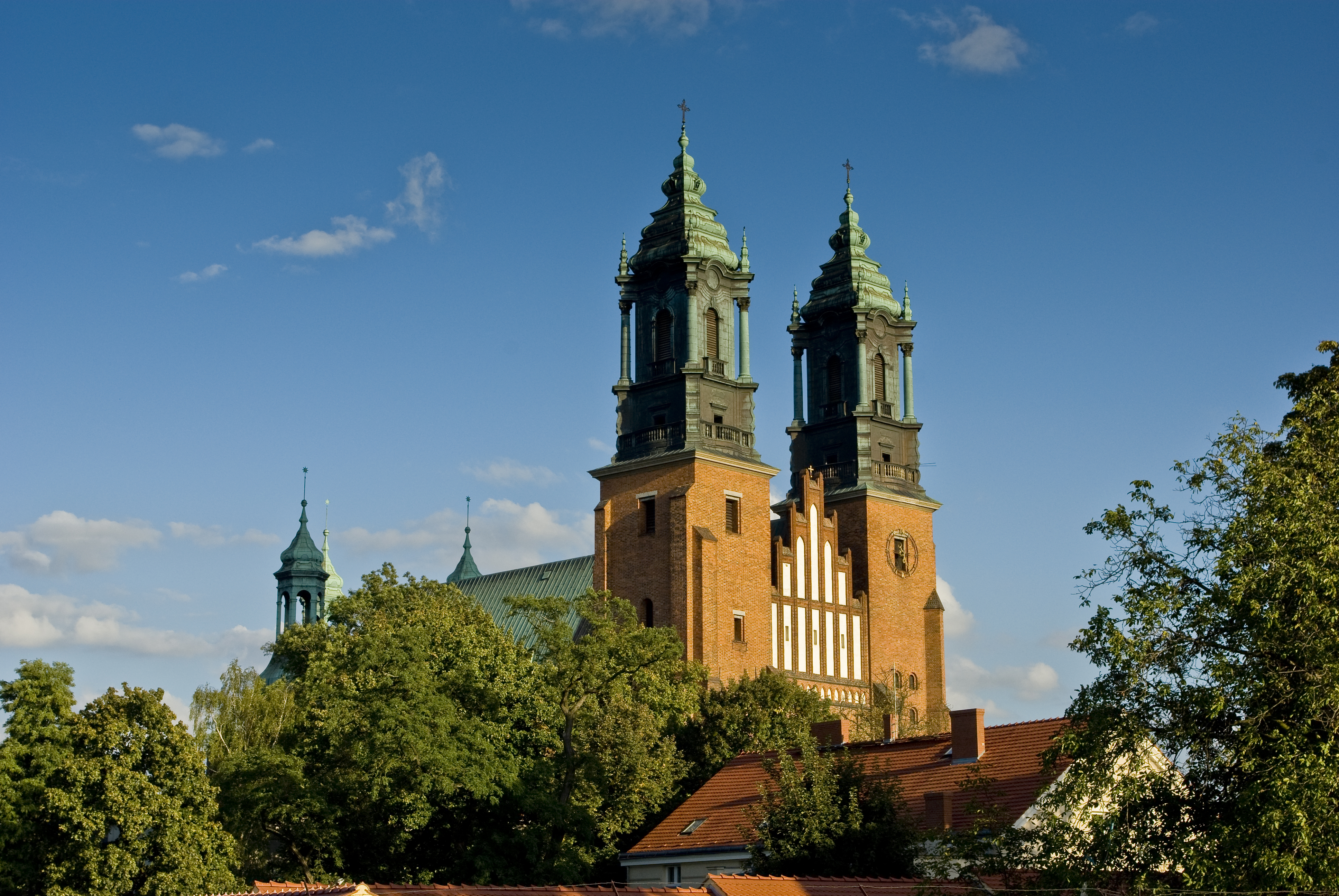
Bazylika archikatedralna Świętych Apostołów Piotra i Pawła w Poznaniu, miejsce pochówku Mieszka I, Bolesława Chrobrego, Mieszka II i Kazimierza Odnowiciela

Za panowania Mieszka I i Bolesława Chrobrego dokonało się zjednoczenie ziem polskich. Powstała silna władza centralna. Państwo Piastów nabrało znaczenia na arenie międzynarodowej. Nastąpiła chrystianizacja pogańskiego dotąd państwa – nawiązano stosunki z papiestwem. Państwo Piastów utrzymało swoją niezależność i obroniło się przed ekspansją niemiecką.

### Panowanie Mieszka II (1025–1034)

#### Panowanie Mieszka II jako króla (1025–1031)

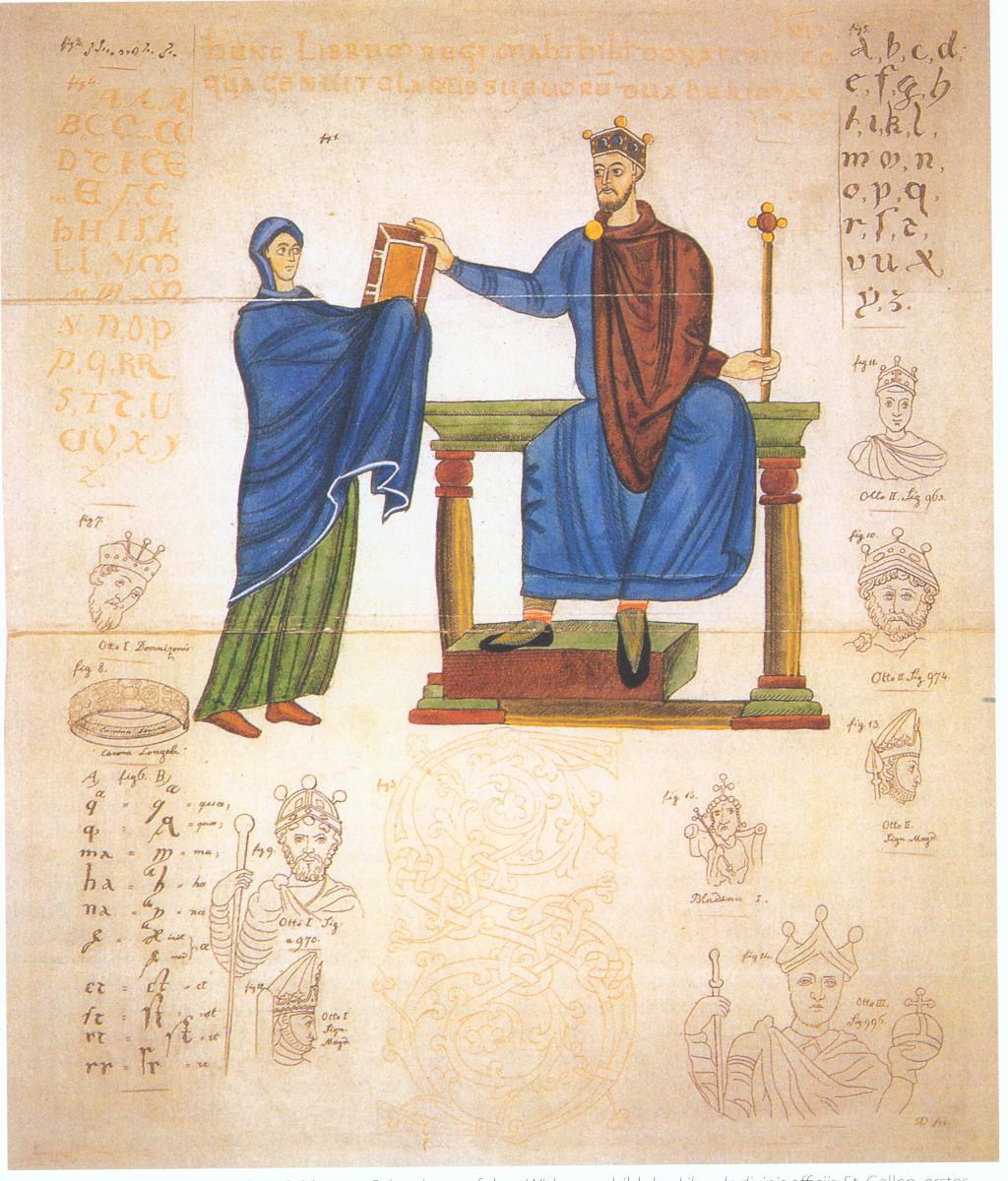
Księżna Matylda wręcza księgę liturgiczną Mieszkowi II

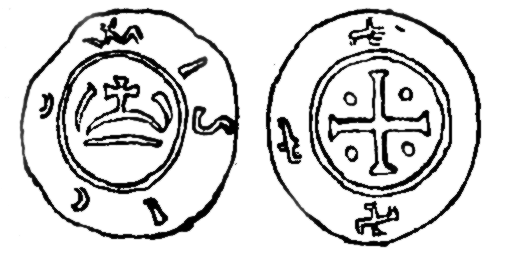
Denar z legendą Misico (pierwotnie kojarzony z Mieszkiem I, obecnie przypisywany Mieszkowi II)

Tron po śmierci Bolesława Chrobrego objął jego syn Mieszko II, który natychmiast koronował się na króla Polski, co nie zostało z entuzjazmem przyjęte w Niemczech, gdzie niezależna od cesarstwa Polska miała wielu przeciwników. Dodatkowo Mieszko II zaczął mieszać się w wewnętrzne sprawy Rzeszy.
W 1024 r. królem Niemiec został Konrad II Salicki, który następnie w 1026 r. udał się do Italii, by tam zostać koronowanym na cesarza rzymskiego. Gdy Konrad II zajęty był sprawami we Włoszech, w Niemczech do działania przystąpiła antycesarska opozycja, na czele której stanął książę szwabski Ernest II. Wrogowie Konrada chcieli pozyskać Mieszka. Dowodem tych starań jest księga z modlitwami, jaką otrzymał polski król od Matyldy szwabskiej, która sprzyjała buntownikom.
Prawdopodobnie te starania zakończyły się sukcesem. Gdyż w 1028 roku drużyna polskiego króla zaatakowała Saksonię (rozpoczynając wojnę polsko-niemiecką), w której wyrządziła wiele strat materialnych, a także uprowadziła licznych jeńców. Jednak wyprawa Mieszka II była spóźniona, gdyż już rok wcześniej Konrad II rozprawił się ze znaczną częścią opozycji.
Już w 1029 r. cesarz zorganizował wyprawę odwetową, która jednak została zatrzymana pod Budziszynem. Gród nie został zdobyty przez wojska Konrada II, który dodatkowo musiał zawrócić, by zmierzyć się z węgierskim atakiem.

#### Koalicja antymieszkowska i przechwycenie tronu przez Bezpryma (1031)
Dzielnica Dytryka
     Dzielnica Ottona
     Dzielnica Mieszka II

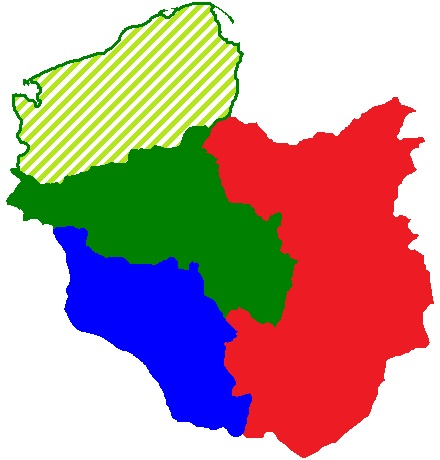
Przypuszczalny podział Polski na trzy dzielnice uzgodniony na zjeździe w Merseburgu (1032–1033):
Dzielnica Dytryka
Dzielnica Ottona
Dzielnica Mieszka II

W 1030 roku Mieszko II zabezpieczony sojuszem z Węgrami raz jeszcze najechał Saksonię. Tymczasem jego południowy sprzymierzeniec zaatakował Bawarię, przejściowo zajmując Wiedeń. W odpowiedzi cesarz Konrad II zorganizował kolejną wyprawę przeciw królowi Polski, tym razem organizując szerszą koalicję antymieszkowską. W 1031 roku, gdy na zachodzie Mieszko bronił się przed Konradem, na tereny wschodnie wkroczyli książęta ruscy – Jarosław Mądry i Mścisław Chrobry, wspierani przez przyszłego króla norweskiego Haralda III, i zajęli grody Lachów. Mieszko zajęty obroną Łużyc, a zarazem pozbawiony sojuszników (Król Węgier Stefan I przeszedł na stronę cesarza), w konsekwencji nie miał możliwości odparcia drugiego ataku i uciekł z kraju, udając się do Czech. Tam został uwięziony i wykastrowany na polecenie czeskiego księcia Oldrzycha, co miało być karą za oślepienie przez Bolesława Chrobrego księcia czeskiego Bolesława III. Konrad II przyłączył do Niemiec Łużyce, zaś Jarosław Mądry włączył do Rusi Grody Czerwieńskie.
Sytuacje wykorzystał Bezprym, starszy brat Mieszka II, który przechwycił tron po niemiecko-ruskim ataku na Polskę. Według źródeł rządy Bezpryma odznaczały się niezwykłym okrucieństwem, upadł autorytet władzy. Za jego czasów być może miała miejsce tzw. reakcja pogańska. Państwo w wyniku jego działań zostało znacznie osłabione i na prawie pół wieku straciło status królestwa. Zwiększył się znacznie wpływ cesarstwa na sprawy polskie. Zmarł zamordowany wiosną 1032. Po jego śmierci zgodnie z ustaleniami na zjeździe w Merseburgu doszło do podziału Polski na trzy części. Mieszko II odzyskał władzę jako książę jednej z trzech dzielnic. Zjednoczył państwo, ale nie udało mu się odtworzyć stabilnych struktur władzy.

### Kryzys monarchii wczesnopiastowskiej (1034–1039)

#### Wygnanie następcy tronu – Kazimierza (1034)
Po śmierci Mieszka II w 1034 roku władzę w państwie przejęli możni i doszło do wygnania z Polski następcy tronu – Kazimierza, który udał się na Węgry, skąd wyjechał później do Niemiec.

#### Bolesław Zapomniany
W XIX w. powstała hipoteza, że Kazimierz Odnowiciel miał brata Bolesława (rzekomy król Polski wspomniany w kronice wielkopolskiej), który objął rządy po wygnaniu Kazimierza Odnowiciela, a powrót Kazimierza do kraju w 1039 umożliwiła jego śmierć. Według Oswalda Balzera miał on być starszym synem Mieszka II i Rychezy, urodzonym w 1014 lub 1015, natomiast według Tadeusza Wasilewskiego synem Mieszka i nałożnicy urodzonym w 1033. Hipoteza ta we współczesnej historiografii jest jednak odrzucana.

#### Państwo Miecława
Terytorium państwa Miecława
     Tereny anektowane przez Czechy wskutek najazdu Brzetysława

Polska wczesnopiastowska w okresie kryzysu:
Terytorium państwa Miecława
Tereny anektowane przez Czechy wskutek najazdu Brzetysława

W drugiej połowie lat 30. XI wieku miecznik Mieszka II, Miecław, oderwał od monarchii piastowskiej Mazowsze i zorganizował tam własne państwo, które zaczęło stanowić poważne zagrożenie dla sąsiadującej z nią Polski oraz Rusi Kijowskiej.

#### Powstanie ludowe (1038)
Wkrótce na ziemiach polskich wybuchło powstanie ludowe, skierowane przeciwko możnym i Kościołowi, które doprowadziło państwo do wewnętrznej anarchii. Ogarnęło ono głównie Wielkopolskę oraz cześć Śląska. Nie ogarnęło tylko Mazowsza, będące już wtedy poza granicami Polski. Od państwa Piastów oderwało się również Pomorze.

#### Najazd Brzetysława I na Polskę (1038)
Wykorzystując trudną sytuację państwa Piastów, w roku 1038 najechał ją książę czeski Brzetysław. Prawdopodobnie splądrował Kraków. Zniszczył Gniezno, Poznań, Giecz i inne grody Wielkopolski. Uprowadził ze sobą licznych jeńców, a wśród bogatych łupów wywiózł ciało św. Wojciecha, Rocznik Jordana i relikwie Pięciu Braci Męczenników. Jednocześnie podporządkował sobie Śląsk i Małopolskę .

#### Przyczyny kryzysu
Mocarstwowa polityka Bolesława Chrobrego
Główną przyczyną kryzysu powstałego za panowania Mieszka II była nierozważna, mocarstwowa polityka jego ojca Bolesława. Młode państwo było zbyt słabe, aby udźwignąć ciężar długotrwałych wojen. Były one wyczerpujące zarówno dla ówczesnego systemu skarbowego, jak też dla sił zbrojnych. Ludność zmuszana była do coraz większych świadczeń na rzecz państwa i Kościoła, co musiało budzić niezadowolenie. Sąsiedzi Polski dążyli do odzyskania utraconych wcześniej ziem.
W roku 1025 Bolesław Chrobry zmarł pozostawiając państwo swemu młodszemu synowi Mieszkowi II Lambertowi. Ten natychmiast koronował się na drugiego króla Polski. Jego państwo obejmowało Łużyce, do których pretensje zgłaszało cesarstwo, Grody Czerwieńskie, które starała się odzyskać Ruś Kijowska i być może Morawy, które chcieli odzyskać Czesi (o ile nie odzyskali ich wcześniej). Również stosunki z Węgrami po wojnach toczonych za panowania jego ojca były wrogie. Niezależne od 1005 roku pogańskie Pomorze Zachodnie i Prusowie, pamiętający próby zawładnięcia nimi przez Bolesława, również wrogo odnosili się do chrześcijańskiej Polski. Mieszko II miał więc na wszystkich granicach państwa wrogie. Próbował jednak kontynuować mocarstwową politykę Chrobrego, nawiązując współpracę z pozycją antycesarską w Niemczech.
Także w kraju rosła opozycja przeciwko królowi. Stałe wojny powodowały niszczenie kraju, a koszty ich musiała pokrywać ludność w postaci większych podatków (danin). Rosnąca grupa możnowładców nie mogła korzystać z majątków niszczonych w czasie wojen. Rozbudowana w tym czasie struktura Kościoła, kojarzonego przez ludność z władzą zarówno książęcą, jak i feudalną, pobierała rosnące opłaty (dziesięcina) od ludności i tępiła wciąż żywe pozostałości tradycyjnej kultury i wierzeń pogańskich (nie rozróżniając tego). Kościół był oparty w znacznym stopniu na duchownych – obcokrajowcach, którzy słabo znali język polski, co potęgowało poczucie obcości. Zarówno, pominięty przez ojca, starszy brat Bezprym, jak i młodszy Otton zgłaszali pretensje do udziału we władzy.
Tymczasem Mieszko zaczął ponosić klęski, które powodowały, że tracił poparcie drużyny, która żyła z łupów zdobywanych w zwycięskich wyprawach. Najpóźniej w roku 1029 Czesi zdobyli Morawy. Węgrzy w latach 1025–1038 zajęli Słowację. Zwycięska wyprawa rabunkowa na Saksonię, przeprowadzona w sojuszu z Wieletami, miała wzmocnić, dzięki łupom, poparcie króla przez drużynę. Jednak w 1031 książę ruski Jarosław Mądry zaatakował Mieszka w porozumieniu z Bezprymem. Mieszko zawarł szybko pokój z cesarzem za cenę oddania Łużyc. Jednak poparcie Bezpryma przez opozycję w kraju spowodowało klęskę Mieszka w wojnie z Rusią. Król zbiegł do Czech, Jarosław przyłączył Grody Czerwieńskie do swego państwa, a na tronie polskim osadził Bezpryma. Ten, za cenę uznania przez cesarza, odesłał mu insygnia królewskie. Wkrótce został jednak zamordowany i w roku 1032 do władzy powrócił Mieszko, jednak za cenę zrzeczenia się tytułu królewskiego i wydzielenia dzielnic bratu Ottonowi i wnukowi Ody, synowi Mieszka Mieszkowica – Dietrichowi. Dzięki śmierci Ottona w 1033 r. księciu Mieszkowi udało się przed śmiercią w r. 1034 roku znów zjednoczyć kraj.

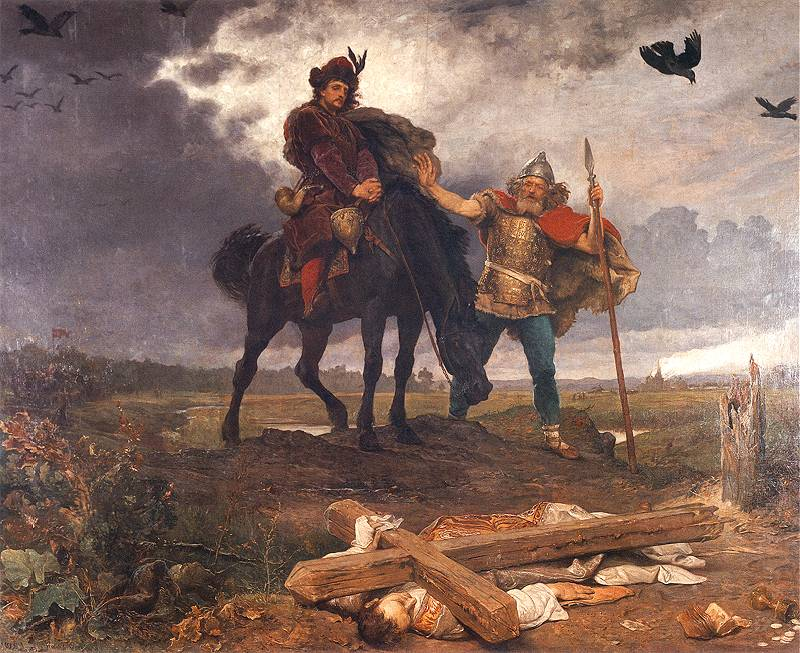
Kazimierz I Odnowiciel powracająca do zniszczonego kraju. Obraz Wojciecha Gersona

Jednak po jego śmierci nastąpił rozpad państwa. Możni zmusili wdowę po Mieszku Rychezę i jego następcę (?) Kazimierza do opuszczenia kraju. Wiemy o utworzeniu samodzielnego państwa mazowieckiego przez Miecława (Masława), być może w innych częściach kraju powstały również lokalne księstwa. Pomorze Gdańskie usamodzielniło się natychmiast. W Wielkopolsce, gdzie system feudalny i Kościół były najbardziej rozbudowane, a związane z tym obciążenie ludności największe, wybuchło powstanie ludowe, które zniszczyło struktury władzy i Kościoła, możnych panów i duchownych zabijano, jeśli nie zdołali zbiec. Na ogarnięty anarchią kraj wyprawy łupieżcze urządzali Pomorzanie i Prusowie. Książę czeski Brzetysław złupił do końca Wielkopolskę, zniszczył Gniezno, Poznań, Giecz i inne grody, uprowadził licznych mieszkańców do Czech, a Śląsk i Małopolskę przyłączył do swego państwa.
Przestało istnieć arcybiskupstwo w Gnieźnie, a pytanie, kto ma prawdziwe relikwie świętego Wojciecha, raczej nigdy nie zostanie rozstrzygnięte.
Cesarz, uważający powstanie ludowo-pogańskie za zagrożenie dla ziem słowiańskich w swym państwie, oraz niezadowolony ze wzrostu potęgi Czech, udzielił w roku 1039 pomocy (500 rycerzy) synowi Mieszka Kazimierzowi w opanowaniu władzy w Wielkopolsce i Małopolsce. Wobec zniszczeń kraju w okresie anarchii wszystkie warstwy ludności powitały powrót władzy państwowej z zadowoleniem. Centrum państwa stał się obecnie nie zniszczony (być może dlatego, że przejściowo był znów w rękach czeskich) Kraków. Kazimierz uznał zwierzchnictwo cesarza nad Polską.
W sojuszu z księciem kijowskim Jarosławem Mądrym Kazimierzowi udało się w roku 1047 pokonać sprzymierzonego z Pomorzanami Miecława, który poległ w bitwie, i przyłączyć Mazowsze, oraz narzucić zwierzchnictwo Pomorzu Nadwiślańskiemu. W roku 1050 zaskoczył Czechów i opanował Śląsk. Cesarz zaakceptował to, za cenę płacenia trybutu lennego (daniny) z tej ziemi Czechom. W ten sposób Kazimierz przywrócił (poza Pomorzem Zachodnim) granice z końca panowania Mieszka I.
Kazimierz, nazwany Odnowicielem, na miejsce drużyny, na której utrzymanie nie miał środków, wprowadził system lenny (służba wojskowa za nadania ziemi). Zmarł w 1058 r.

### Odbudowa państwa Piastów przez Kazimierza Odnowiciela (1039–1058)

#### Powrót Kazimierza do kraju (1039)

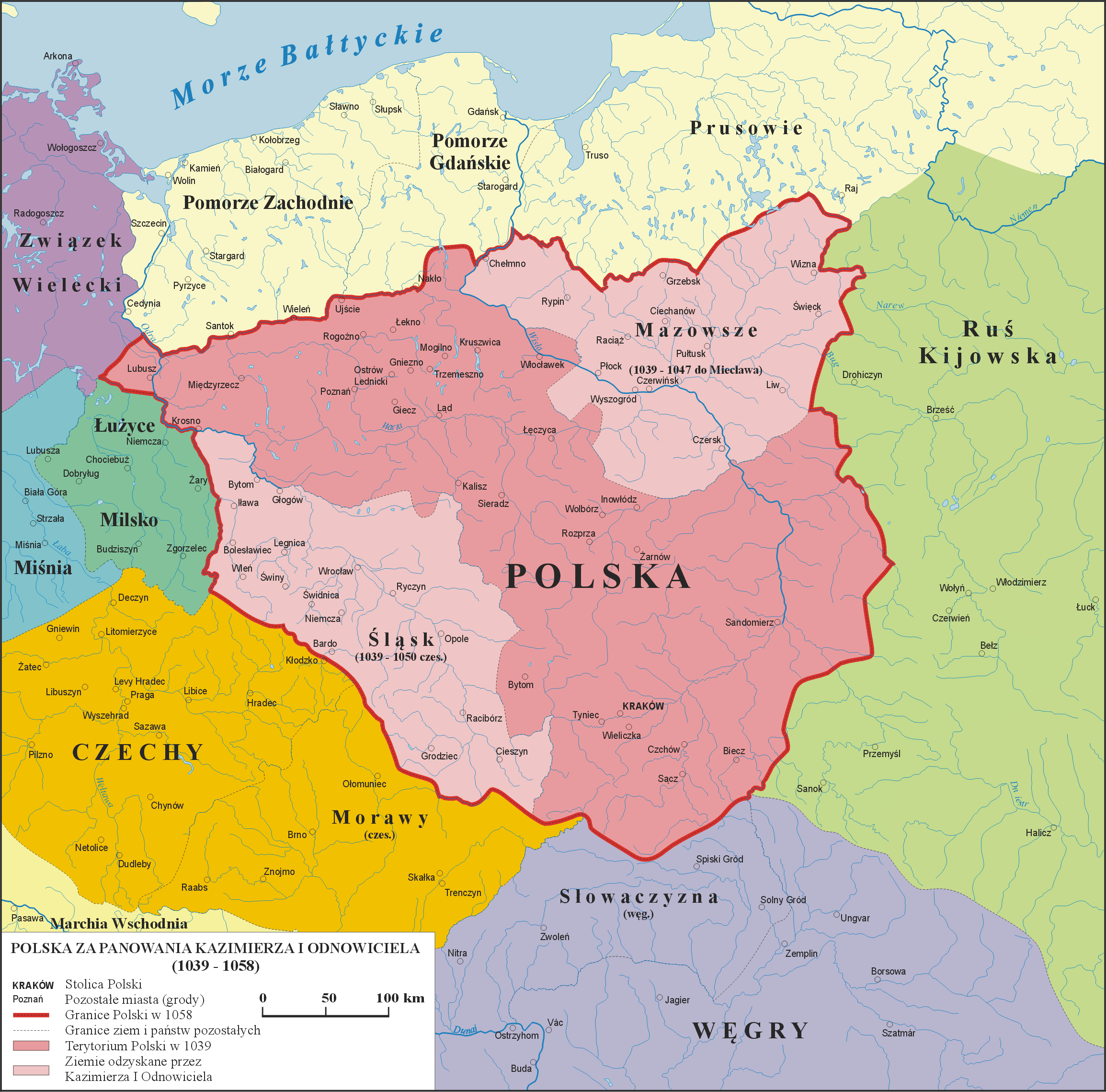
Polska za panowania Kazimierza I Odnowiciela (1039–1058)

Sytuacja na ziemiach polskich i zwycięstwa czeskie zaniepokoiły pozostałych sąsiadów. Obawiali się oni rozprzestrzenienia powstania i zbytniego wzmocnienia Czech. Dlatego też zarówno nowy król niemiecki Henryk III, jak i Jarosław Mądry zdecydowali się poprzeć powrót Kazimierza na tron.
Przy pomocy posiłków cesarskich Kazimierz zdołał opanować zrujnowaną powstaniami i obcymi najazdami Wielkopolskę, a następnie odbić z rąk czeskich Małopolskę. Przeniósł też główny ośrodek władzy państwowej ze zniszczonego Gniezna do Krakowa.

#### Odzyskanie Mazowsza (1047)
Władca ruski Jarosław Mądry zawarł z Kazimierzem sojusz poparty wydaniem za niego za mąż własnej siostry Dobroniegy i udzielił pomocy w walkach z Miecławem. Miecław zginął w bitwie w 1047 roku i Mazowsze wróciło do państwa Piastów.

#### Odzyskanie Śląska (1050)
W roku 1050 Kazimierzowi udało się odzyskać Śląsk. W 1054 roku na zjeździe w Kwedlinburgu cesarz uznał przynależność Śląska do państwa Piastów, w zamian za daninę roczną na rzecz Czech.

#### Podsumowanie
Uzależnienie od cesarza spowodowało, że Kazimierz nie zdołał odzyskać korony królewskiej. Zajął się natomiast z powodzeniem odbudową kraju wyniszczonego powstaniem oraz obcymi najazdami, co zyskało mu przydomek „Odnowiciela”.

### Panowanie Bolesława Śmiałego (1058–1079)

#### Walka cesarstwa z papiestwem
Panowanie Bolesława Śmiałego przypada na okres konfliktu pomiędzy cesarstwem i papiestwem, który rozpoczął się od sporu o inwestyturę pomiędzy cesarzem Henrykiem IV a papieżem Grzegorzem VII. Obaj dążyli do uzyskania zwierzchnictwa nad całym światem chrześcijańskim. Władcy europejscy podzielili się w owym czasie na zwolenników cesarstwa lub papiestwa.

#### Polityka Bolesława Śmiałego
Sukcesy Bolesława Śmiałego

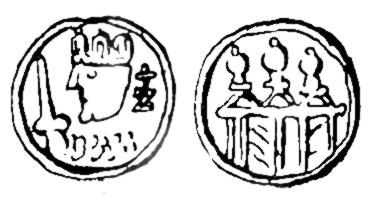
Denar „królewski” Bolesława Szczodrego (Śmiałego)

Państwem Piastów w okresie konfliktu cesarsko-papieskiego rządził syn Kazimierza Odnowiciela Bolesław II Śmiały. Dążył on do umocnienia pozycji swojego państwa i jego pełnego uniezależnienia od Cesarstwa. Oparcia dla swojej polityki szukał w sojuszu z Węgrami i Rusią. Dla urzeczywistnienia swych planów wykorzystał walkę pomiędzy papiestwem a Cesarstwem oraz powstanie feudałów saskich przeciwko Henrykowi IV. Odmówił uznania zwierzchnictwa cesarza i wziął czynny udział w walkach Sasów z Henrykiem. Antyniemiecka polityka Bolesława pomogła Grzegorzowi VII w walce z cesarzem. Uwieńczeniem panowania Bolesława była jego koronacja w 1076 r. na króla Polski w Gnieźnie.
Najpóźniej podczas powrotu z drugiej wyprawy kijowskiej (1078) Bolesław przyłączył ponownie do Polski ziemię czerwieńską.
Bunt możnowładców
Wkrótce przeciwko Bolesławowi zawiązał się spisek związanych z cesarzem feudałów, którzy byli przeciwni silnej władzy królewskiej. Bezpośrednią przyczyną ich wystąpienia była śmierć biskupa krakowskiego Stanisława ze Szczepanowa (1079 r.), oskarżonego o zdradę. Bolesław musiał uchodzić z kraju na Węgry (1079 r.), gdzie wkrótce zmarł (1081 r.)

#### Podsumowanie
Dzięki umiejętnie prowadzonej polityce Bolesławowi udało się uniezależnić od cesarza. Osłabienie Niemiec, spowodowane konfliktami wewnętrznymi i walką z papieżem, sprawiło, że państwo Piastów zyskało na znaczeniu i potędze. Bolesław był jednym z głównych sprzymierzeńców Grzegorza VII, przyczyniając się do początkowych sukcesów papieża w walce z Henrykiem IV. Uważany jest za jednego z najbardziej utalentowanych władców z dynastii Piastów.

### Panowanie Władysława Hermana (1079–1102)

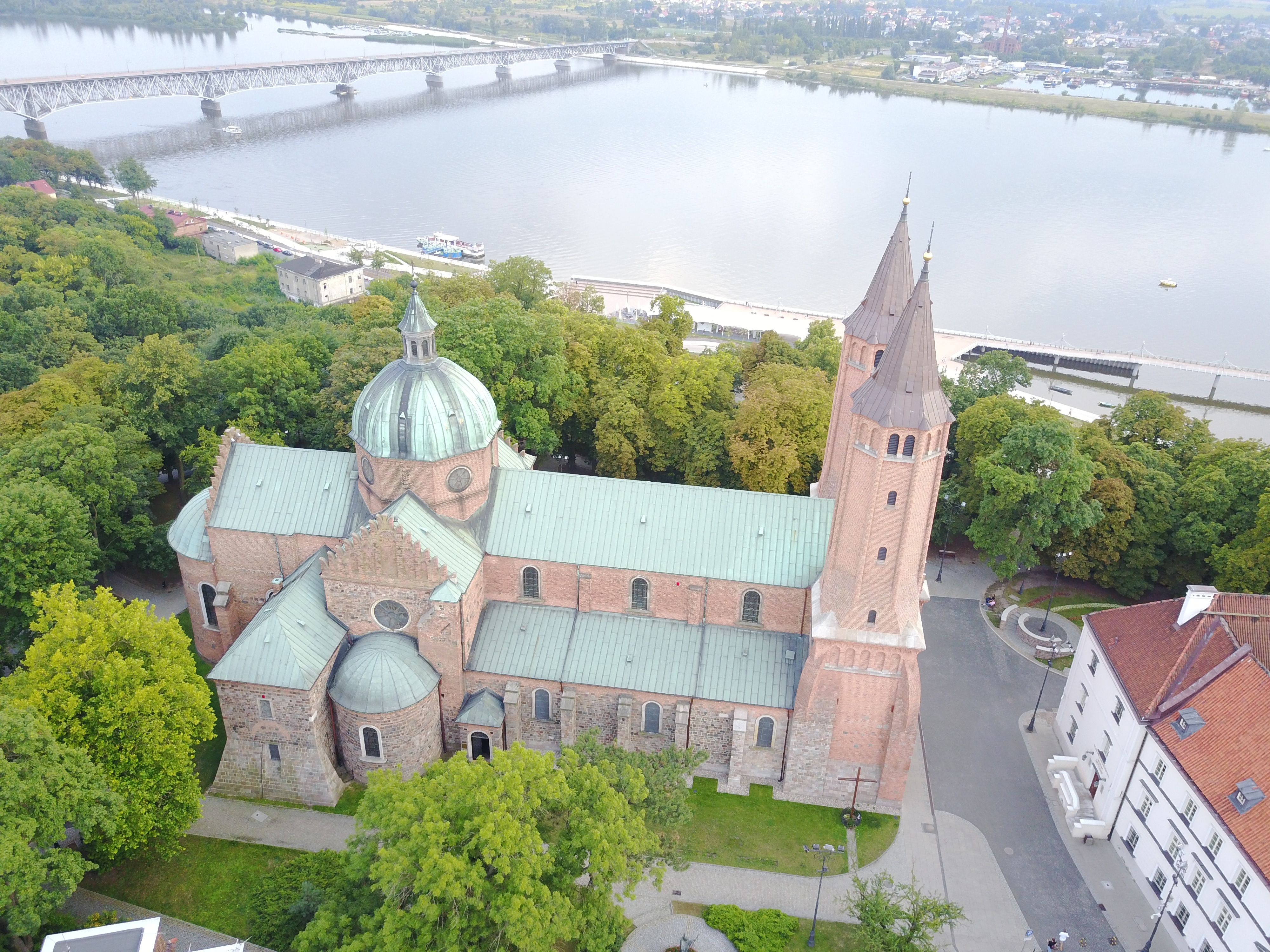
Bazylika katedralna Wniebowzięcia Najświętszej Maryi Panny w Płocku, miejsce pochówku Władysława Hermana i Bolesława Krzywoustego

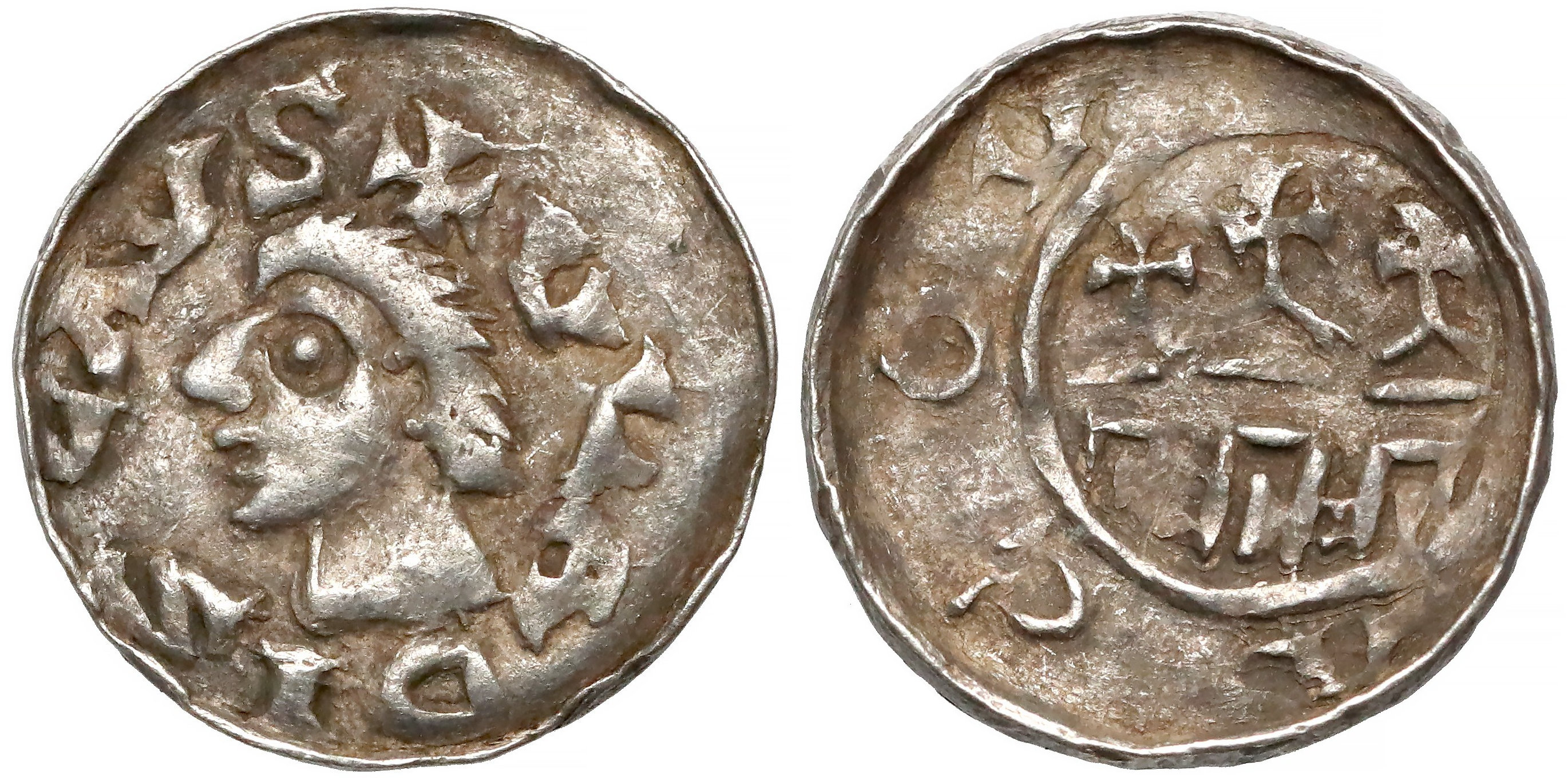
Denar Władysława Hermana

Panowanie Władysława Hermana (1079–1102) to okres osłabienia państwa Piastów. Narastały tendencje odśrodkowe, możnowładztwo umacniało się kosztem księcia (Władysław Herman nie zabiegał nigdy o koronę królewską). Faktyczną władzę sprawował palatyn Sieciech. Od 1079 roku rolę stolicy pełnił Płock.
Pomiędzy rokiem 1097 a 1100 przyrodni synowie Władysława (Zbigniew i Bolesław III Krzywousty) przy poparciu możnych obalili Sieciecha i wymogli na ojcu podział państwa na dzielnice. Zbigniew otrzymał Wielkopolskę, Kujawy i ziemię łęczycko-sieradzką (prowincję łęczycką), Bolesław – Małopolskę i Śląsk, zaś Władysław zatrzymał dla siebie Mazowsze wraz z władzą zwierzchnią nad wszystkimi księstwami.

### Panowanie Bolesława Krzywoustego (1102–1138)

#### Wygnanie Zbigniewa (1107)

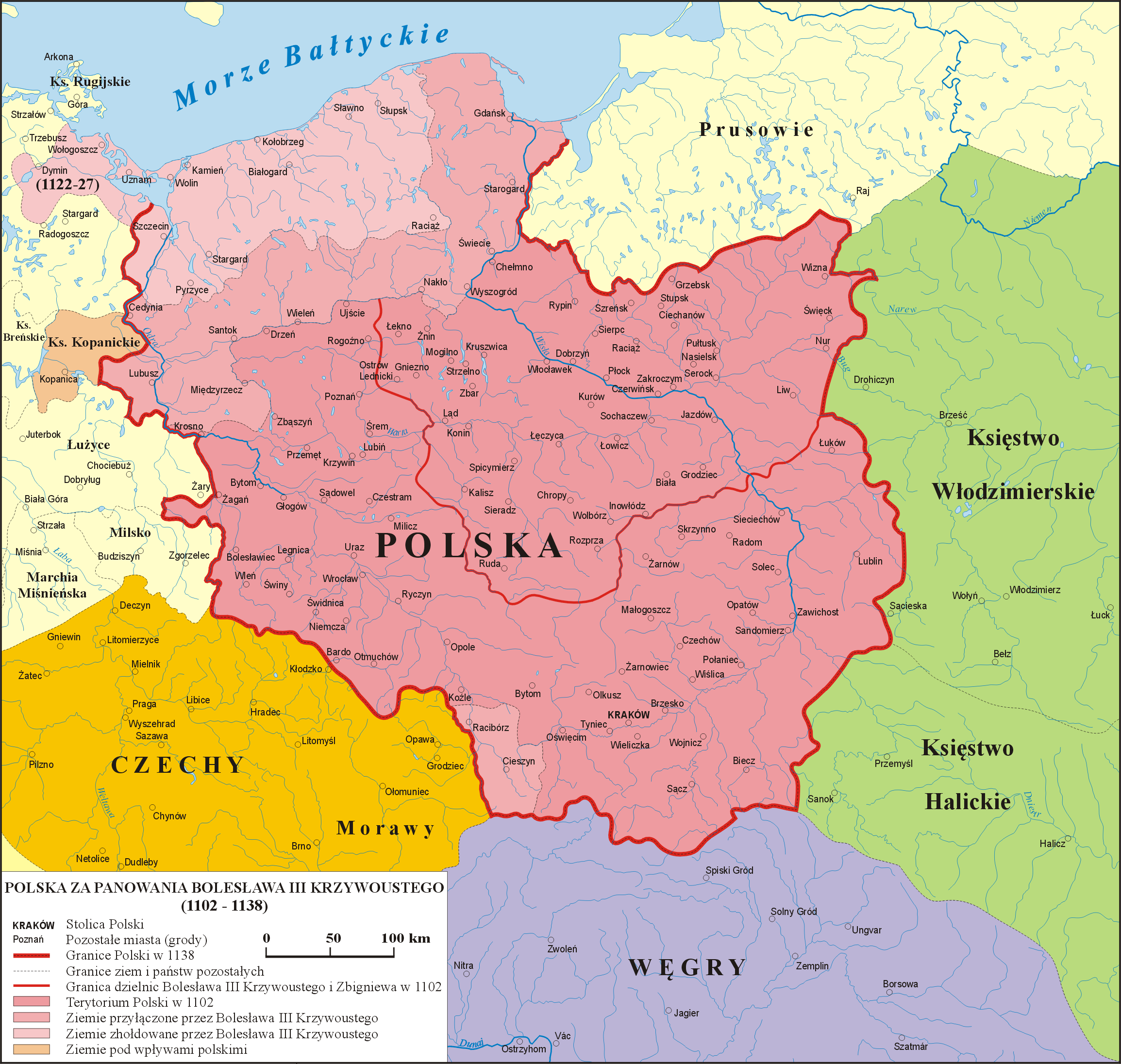
Polska za panowania Bolesława III Krzywoustego (1102–1138)

Po śmierci Władysława Hermana w 1102 roku władzę zwierzchnią obejmuje pierworodny syn księcia, Zbigniew. W 1107 roku zostaje on wygnany przez Bolesława, który obejmuje samodzielną władzę. W obronie Zbigniewa występuje cesarz Henryk V, dokonując w 1109 roku najazdu na państwo Piastów. Działania wojenne toczyły się na Śląsku (obrona Głogowa, Bytomia, Wrocławia). Bolesław Krzywousty miał zwyciężyć Niemców w bitwie na Psim Polu, co jest najprawdopodobniej jedynie legendą. Ostatecznie cesarz wycofał się, a Zbigniew po powrocie do Polski został przez brata oślepiony i wkrótce zmarł.

#### Klątwa kościelna
Za zbrodnię tę Bolesław został obłożony klątwą kościelną, co zwalniało wszystkich poddanych z obowiązku posłuszeństwa. By klątwa została zdjęta, Bolesław zaczął pościć i rozdawać jałmużnę. To jednak nie wystarczyło i zdesperowany książę udał się z pielgrzymką na Węgry do klasztoru świętego Idziego. Musiał jednak szybko wracać, gdyż pod jego nieobecność w kraju wrzało. Ostatecznie boso podążył do Gniezna do grobu św. Wojciecha, gdzie przez 4 dni pościł, leżąc w popiele i włosienicy, nie rozmawiał z ludźmi, rozdając jałmużnę ubogim i możnym. Poświęcenie to pomogło i klątwa została zdjęta.

#### Polityka wobec Pomorza
Bolesław Krzywousty odzyskał w 1116 roku Pomorze Gdańskie, a w latach 1121–1122 zhołdował Pomorze Zachodnie, czyniąc tamtejszego księcia Warcisława swym lennikiem. Aby silniej związać Pomorze z państwem Piastów, Bolesław zorganizował misję chrystianizacyjną. Pierwsza, prowadzona przez Bernarda Hiszpana nie przyniosła żadnych efektów. Dwie następne w latach 1124–1128 odbył biskup Otto z Bambergu. Udał się on m.in. do Pyrzyc, Stargardu, Wolina, Szczecina i Kołobrzegu. Ostatecznie udzielił on chrztu Pomorzanom, którzy uznali chrześcijaństwo za religię oficjalną.

#### Inne wydarzenia
W 1117 roku Bolesław stłumił bunt wojewody Skarbimira, oślepiając go i przejmując jego majątek. W roku 1129 zawarł sojusz z Danią. Pod koniec życia Bolesław musiał walczyć o utrzymanie niezależności polskiego Kościoła. Spotkanie w Merseburgu z cesarzem Lotarem III w 1135 potwierdziło niezależność polskiej organizacji kościelnej od arcybiskupstwa w Magdeburgu. Na jego dworze pisał Gall Anonim.

#### Testament Bolesława Krzywoustego (1138)
Dzielnica senioralna
     Lenno Polski pod kontrolą princepsa (Księstwo pomorskie)
     Księstwo śląskie
     Księstwo mazowieckie
     Księstwo wielkopolskie
     Księstwo sandomierskie
     Księstwo łęczyckie

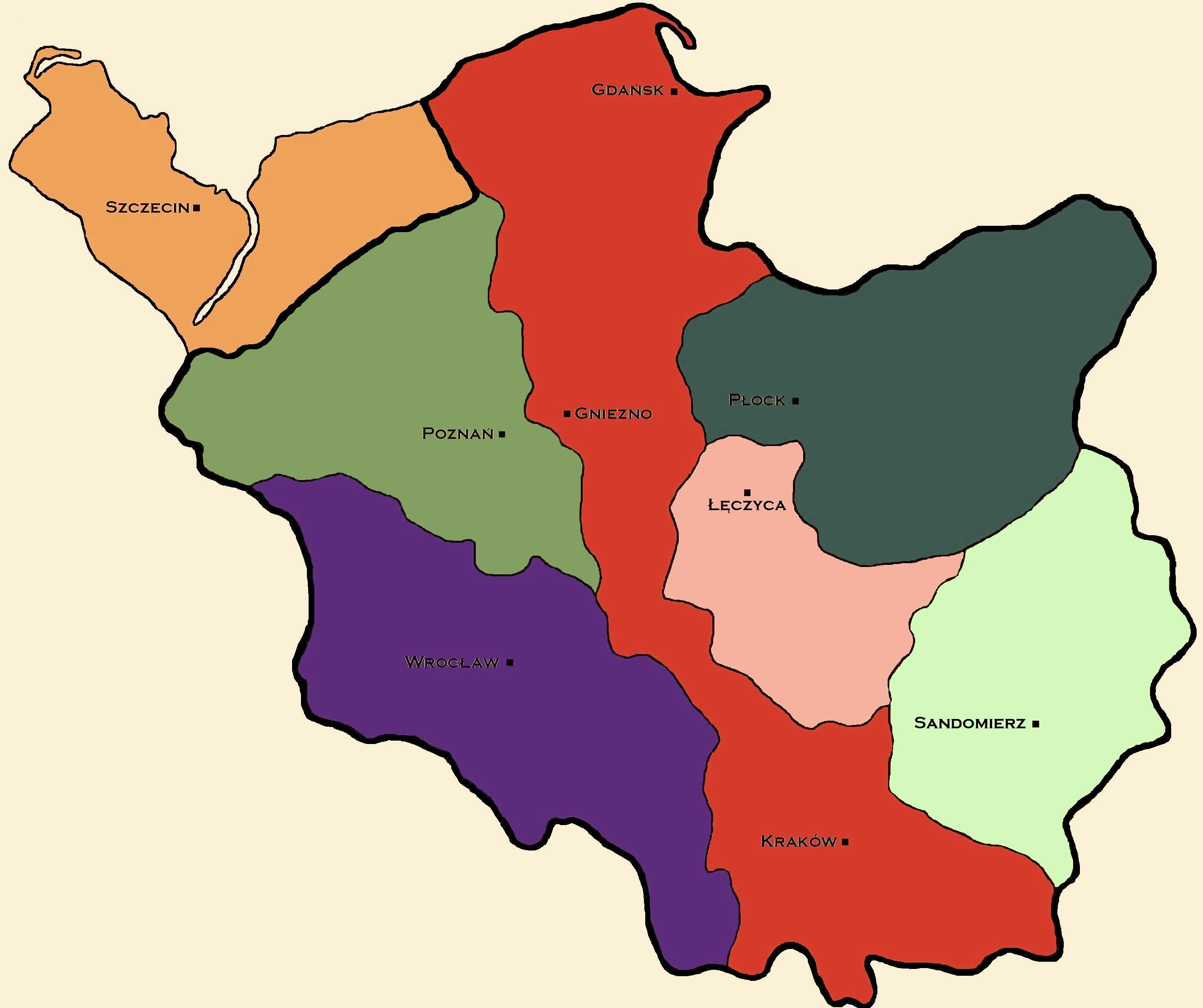
Podział ziem w 1138 r.
Dzielnica senioralna
Lenno Polski pod kontrolą princepsa (Księstwo pomorskie)
Księstwo śląskie
Księstwo mazowieckie
Księstwo wielkopolskie
Księstwo sandomierskie
Księstwo łęczyckie

W swym testamencie z 1138 roku, zwanym również statutem, Krzywousty wprowadził w Polsce zasadę senioratu, chcąc w ten sposób zachować jedność państwa i zapobiec walkom o władzę między synami. Wydzielił im dziedziczne dzielnice: Władysławowi Wygnańcowi – Śląsk (ze stolicą we Wrocławiu), Bolesławowi Kędzierzawemu – Mazowsze (ze stolicą w Płocku), Mieszkowi Staremu – Wielkopolskę (ze stolicą w Poznaniu), Henrykowi Sandomierskiemu – Sandomierzszczyznę (ze stolicą w Sandomierzu). Najstarszy z Piastów (senior) miał być księciem zwierzchnim (princepsem), władającym dzielnicą senioralną – Małopolską i Pomorzem Gdańskim, oraz być zwierzchnikiem krewnych oraz książąt Pomorza Zachodniego. Być może część terytorium (najprawdopodobniej ziemię łęczycko-sieradzką (prowincję łęczycką / księstwo łęczyckie)) otrzymała wdowa po Bolesławie – Salomea, jako tzw. oprawę wdowią. Ziemie te miały być po jej śmierci włączone do dzielnicy senioralnej. Bolesław miał także syna, Kazimierza, który urodził się jako pogrobowiec, więc nie został uwzględniony w testamencie.
Testament Bolesława Krzywoustego zapoczątkował w Polsce okres rozbicia dzielnicowego zwanego również rozdrobnieniem feudalnym. Rozbicie dzielnicowe było częstą sytuacją w średniowiecznej Europie – występowało m.in. na Rusi, Węgrzech i w Niemczech. Po śmierci Bolesława władzę jako książę zwierzchni objął Władysław II Wygnaniec.

## Organizacja państwa

### Monarchia pierwszych Piastów jako monarchia wczesnofeudalna
Państwo polskie za panowania pierwszych Piastów miało charakter monarchii wczesnofeudalnej. Była to jej specyficzna odmiana – tzw. protofeudalna, która obok typowych cech monarchii wczesnofeudalnej charakteryzowała się występowaniem niewolnictwa patriarchalnego oraz księstw i wspólnot plemiennych. Odrębności te zanikły w miarę chrystianizacji państwa. Silna władza monarsza popierana była przez możnych, gdyż pozwalała im skuteczniej ugruntować swoje wpływy i podporządkować ogół ludności. Sprzyjało to powstaniu zarządzanego centralnie państwa i stwarzało warunki do szybkiego rozwoju stosunków feudalnych. Poddaństwo na ziemiach polskich pojawiło się w XII wieku, pod koniec monarchii wczesnopiastowskiej. Armia funkcjonowała wówczas jako jedno z najważniejszych osobistych narzędzi dla władcy do uprawiania polityki zarówno krajowej jak i zagranicznej .

## Religia

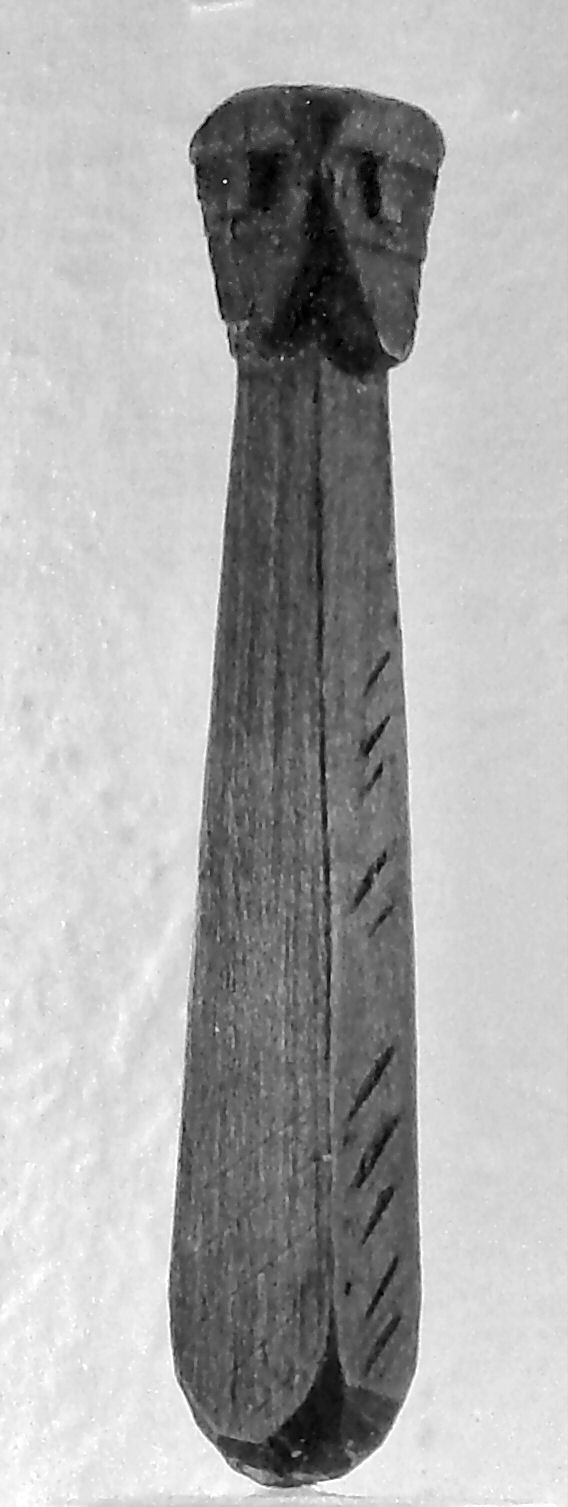
Świętowit woliński znaleziony w 1974 r. na wyspie Wolin

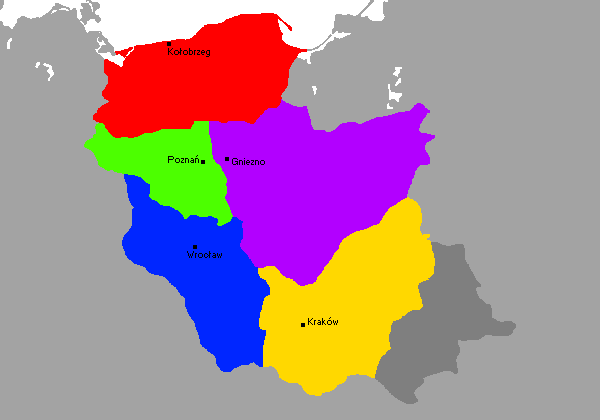
Diecezje Polskie po zjeździe gnieźnieńskim w 1000 roku:
Gnieźnieńska
Poznańska
Kołobrzeska
Krakowska
Wrocławska
Przynależność niepewna

Gnieźnieńska
     Poznańska
     Kołobrzeska
     Krakowska
     Wrocławska
     Przynależność niepewna

### Religia Słowian
Słowianie na ziemiach polskich nie wyznawali jednej religii. Ich wierzenia, mimo wielu punktów wspólnych, różniły się bóstwami, miejscami otaczanymi czcią i sposobem sprawowania kultu.

#### Wierzenia Polan
Jak wykazały badania Henryka Łowmiańskiego, nie zachowały się żadne źródła z X wieku, które informowałyby o rodzimej wierze Polan. Informacje dotyczące innych Słowian, pochodzące przeważnie z czasów późniejszych, nie są wiarygodne. Dotyczą bowiem zazwyczaj okresu, kiedy wierzenia słowiańskie, wskutek wpływów chrześcijańskich, przybierały nową formę.
Z przekazów dotyczących chrystianizacji można jednak wnioskować, że Polanie nie czcili antropomorficznych bogów, nie budowali bowiem świątyń, które trzeba było burzyć. Z przekazów XI-wiecznych i późniejszych Łowmiański dowodził, że wierzenia Polan można określić jako polidoksję. Otaczali kultem naturę – ciała niebieskie, zjawiska atmosferyczne, drzewa, góry, zbiorniki wodne itp. Obok natury czcili również duchy przodków. Elementem tych wierzeń była magia i demonologia. Łowmiański nie wykluczał, że w połowie X wieku pojawiły się wśród Polan pewne elementy politeizmu (najprawdopodobniej w formie prototeizmu), jednakże były one odpowiedzią na pierwsze kontakty z chrześcijaństwem.

### Chrześcijaństwo
Wpływy chrześcijaństwa na ziemiach polskich przed rokiem 966 są przedmiotem dyskusji naukowców i z uwagi na brak jednoznacznych dowodów w dokumentach i archeologii pozostają jedynie hipotezami. Istnieją przypuszczenia, że Państwo wielkomorawskie zaczęło oddziaływać na ziemie Małopolski i Śląska, które być może włączyło w swój skład ok. 875 r. Możliwe, że wraz z tym na ziemie polskie dotarło chrześcijaństwo, rozwijające się wówczas na Morawach za sprawą działalności świętych Cyryla i Metodego – Chrystianizacja Wielkich Moraw.
Pierwszą pewną informację o chrystianizacji posiadamy dzięki wzmiance o chrzcie księcia Mieszka I w 966 roku co miało swoją konsekwencję w postaci utworzenia pierwszego w Polsce biskupstwa zlokalizowanego w Poznaniu, na którego czele stanął biskup Jordan.
Duchowieństwo, które stawiało pierwociny chrześcijaństwa w państwie gnieźnieńskim było w przeważającej większości pochodzenia niemieckiego, choć sam Jordan pochodził z krajów kręgu romańskiego, to jednak jego następca Unger był Sasem bądź Turyngem. Konsekwencją Zjazdu gnieźnieńskiego w 1000 roku było utworzenie metropolii gnieźnieńskiej – pierwszej metropolii kościelnej w Polsce podległej wyłącznie papieżowi, na czele której postawiono brata św. Wojciecha – Radzima Gaudentego. Wraz z powstaniem nowej metropolii utworzono podległe Gnieznu nowe biskupstwa-sufraganie w Krakowie z biskupem Popponem, w Kołobrzegu z biskupem Reinbernem, we Wrocławiu z biskupem Janem. Biskupstwo w Poznaniu pozostało poza metropolią gnieźnieńską aż do śmierci biskupa Ungera. Do XII wieku chrystianizacja poczyniła w Polsce znaczne postępy, a formalne nawrócenie Pomorza Zachodniego w 1. połowie XII w. przeprowadzone dzięki wysiłkom Bolesława Krzywoustego, umożliwiło powołanie siedziby biskupiej w Wolinie i budowę w regionie wielu kościołów.

## Kultura

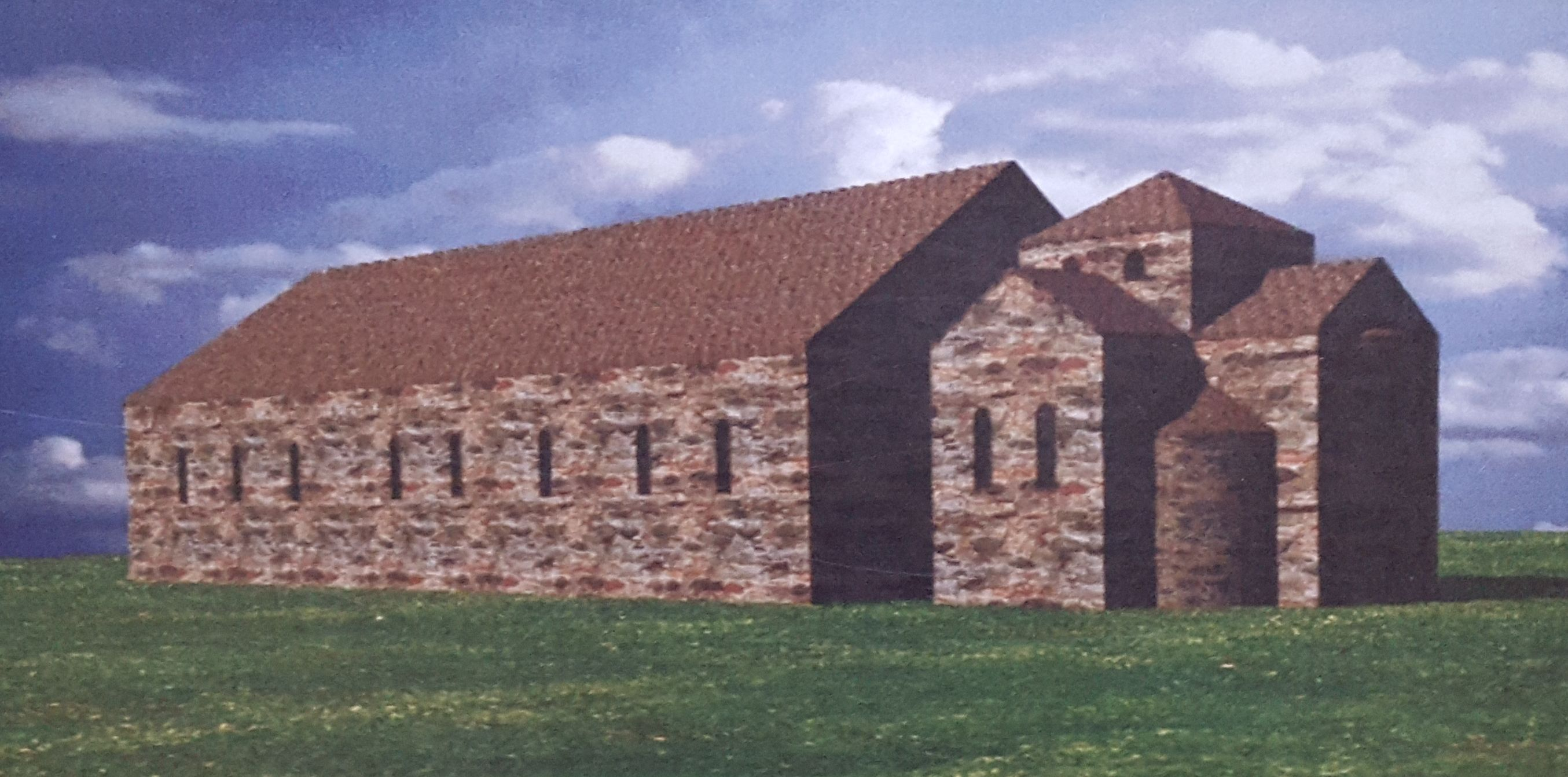
Wizualna rekonstrukcja Palatium w Ostrowie Lednickim, zbudowane podczas panowania Mieszka I i Bolesława Chrobrego

### Architektura
Najstarszą formą architektoniczną stosowaną jeszcze przed powstaniem Państwa Polskiego była architektura drewniana, która do końca istnienia monarchii wczesnopiastowskiej pozostała dominująca ze względu na dostępność materiału. Przyjęcie chrześcijaństwa związało się z powstaniem kamiennych budowli, przede wszystkim pierwszych kościołów wznoszonych na terenie słowiańskich grodów, oraz początkiem nowego zjawiska na ziemiach polskich, jakim była tak zwana sztuka przedromańska trwająca do ok. połowy XI wieku. Po 1038 roku nadal uprawiano znane wcześniej rzemiosła, stopniowo jednak przyjmowano nowe formy, techniki i sposoby zdobienia. Nowe elementy związały się z przyniesioną z Europy zachodniej sztuką romańską.

## Ludność

### Miasta (Grody)

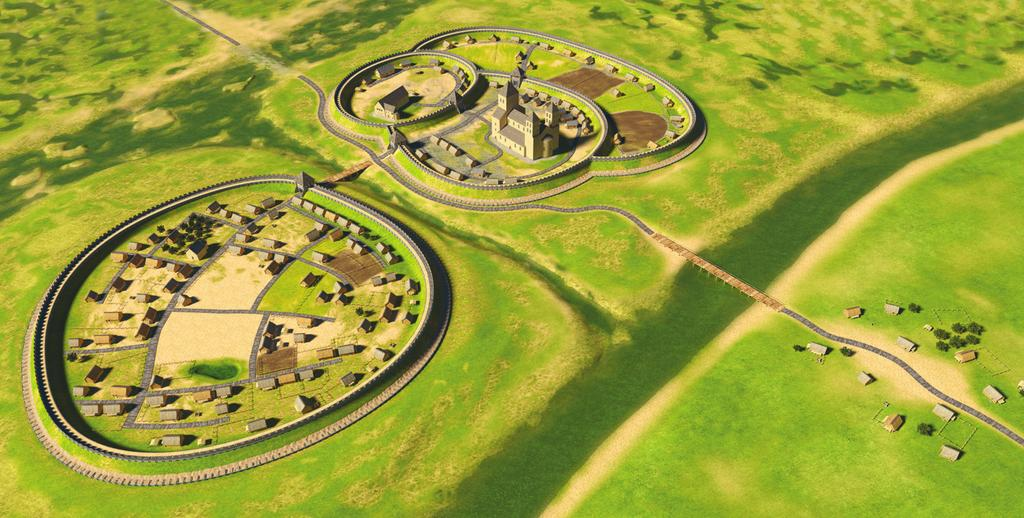
Wizualizacja Grodu Poznańskiego pod koniec X wieku

Pierwsze lokacje miast w Polsce miały miejsce na początku XIII wieku. Wcześniej jednak na ziemiach polski funkcjonowały liczne grody. Większość z nich ma dzisiaj status miasta.
Największymi grodami liczącymi po ok. 4-5 tys. mieszkańców były: Kraków, Wrocław, Wolin, Gniezno i Kołobrzeg. Nieco mniejszymi, ale jak na ówczesne standardy dalej dużymi grodami były: Przemyśl, Opole, Kruszwica, Legnica, Głogów, Poznań, Włocławek, Sandomierz, Płock i Szczecin. Liczyły po ok. 2-3 tys. mieszkańców.
Grodów średnich, liczących po ok. 1 tys. mieszkańców było ok. 20. Należały do nich Niemcza, Santok, Kalisz, Brześć Kujawski, Lublin, Sieradz, Łęczyca i Wiślica. Najwięcej było grodów liczących po ok. 100 mieszkańców. Tych było ok. 200.

## Stosunki międzynarodowe

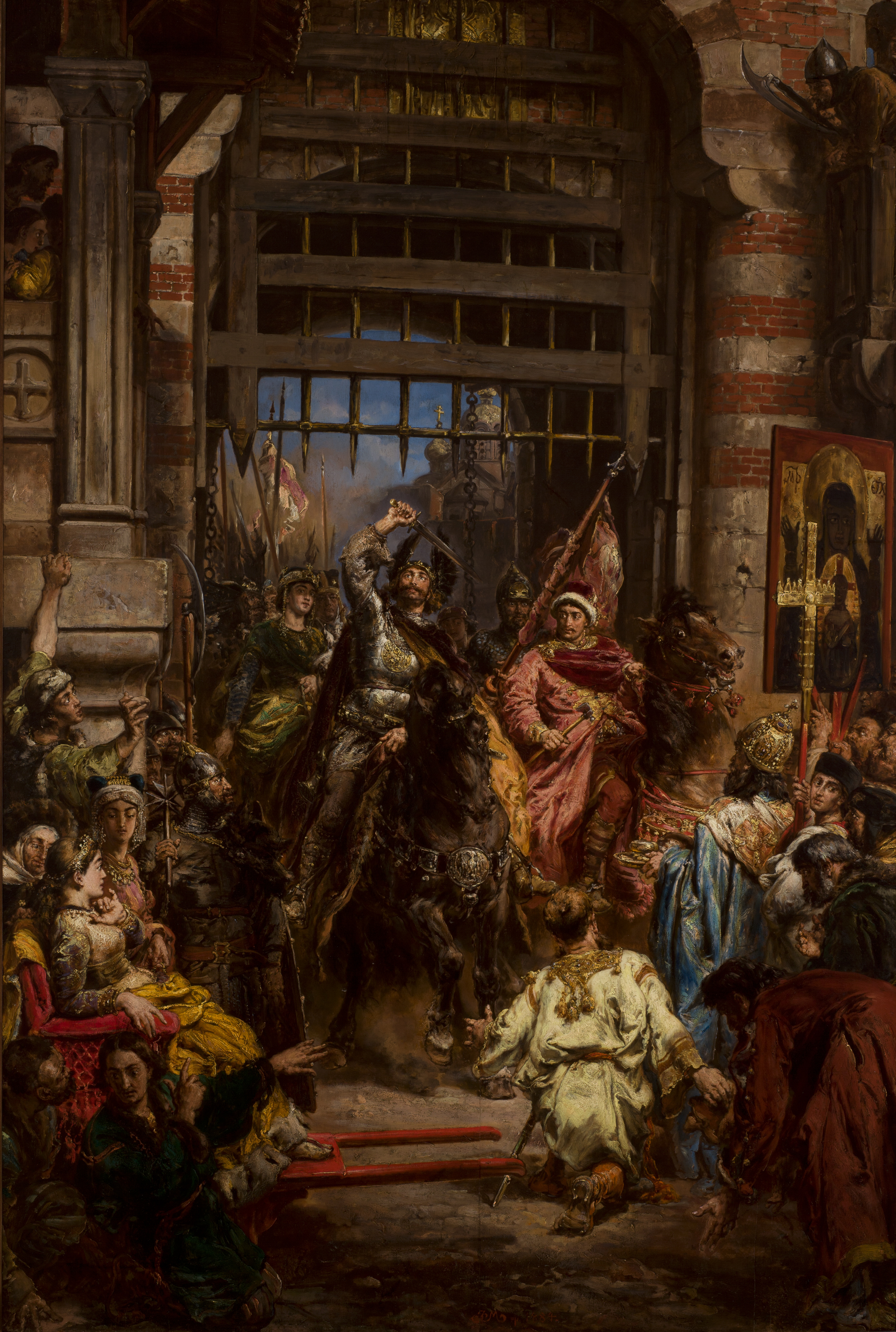
Bolesław I Chrobry pod Złotą Bramą w Kijowie. Obraz Jana Matejki

### Stosunki polsko-niemieckie za pierwszych Piastów

#### Niemcy w okresie pierwszych Piastów
Po traktacie w Verdun z 843 roku wschodnia część państwa Franków pomiędzy Renem i Łabą przypadła Ludwikowi Niemieckiemu. Dzielnica Ludwika stała się zalążkiem przyszłego państwa niemieckiego. Dynastia Karolingów panowała na terenach Niemiec do 911 roku, a w 919 roku królem został wybrany książę saski Henryk I Ptasznik. Dynastia saska doprowadziła do wzmocnienia i scementowania państwa. Rozszerzono terytorium poprzez przyłączenie działu Lotara i rozpoczęto ekspansję na ziemie słowiańskie. W 962 roku Otton I został koronowany w Rzymie przez papieża Jana XII na cesarza rzymskiego.

#### Okresy w stosunkach polsko-niemieckich za pierwszych Piastów
Okres panowania Ottona I (936–973)
Za panowania Ottona I dochodzi do pierwszych kontaktów z państwem Piastów. Cesarz dąży do podporządkowania sobie Mieszka I, który nie czuje się na siłach przeciwstawić potężnemu władcy. Chociaż w 972 roku Mieszkowi udaje się pokonać margrabiego Hodona pod Cedynią, co powstrzymało ekspansję feudałów niemieckich, to z części ziem musi płacić cesarzowi trybut.
Okres panowania Ottona III (983–1002)
Zasadniczy zwrot w kontaktach polsko-niemieckich następuje wraz z objęciem władzy w Niemczech przez Ottona III. Nawiązuje on przyjazne stosunki z Bolesławem Chrobrym, widząc w państwie Piastów część przyszłego cesarstwa, obejmującego wszystkie kraje chrześcijańskie. Na zjeździe gnieźnieńskim w roku 1000 cesarz przystał na utworzenie na ziemiach polskich odrębnej metropolii kościelnej i wyraził zgodę na plany koronacyjne Bolesława, do których urzeczywistnienia nie doszło wówczas na skutek sprzeciwu feudałów niemieckich.
Okres panowania Henryka II (1002–1024)

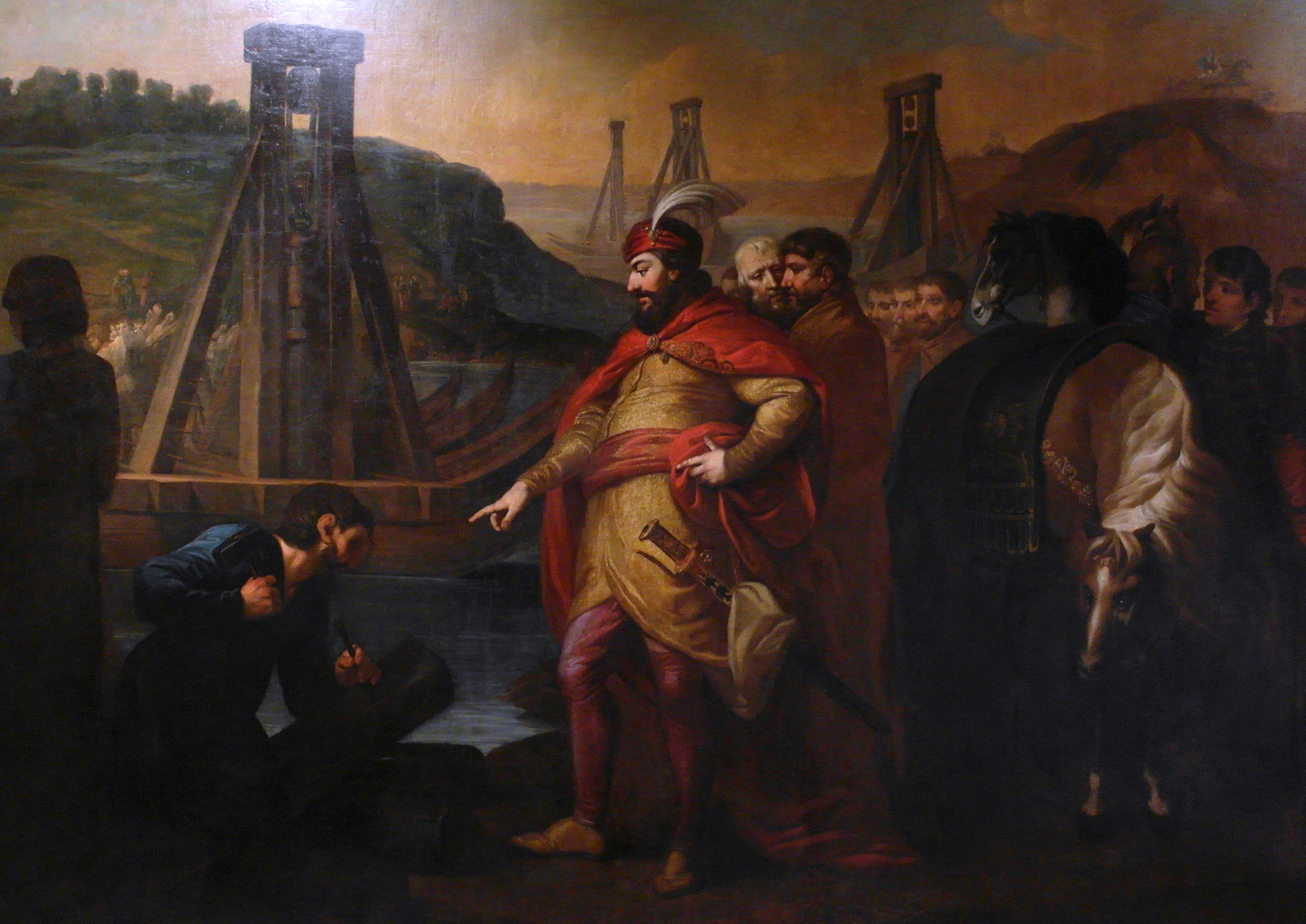
Bolesław I Chrobry rozkazuje wbić słupy graniczne na Łabie i Soławie. Obraz Józefa Peszki

Po śmierci Ottona III w 1002 roku Henryk II powraca do polityki zbrojnej ekspansji ku wschodowi. Aby wzmocnić swoją pozycję wobec państwa niemieckiego, Chrobry w tym samym roku zajmuje Łużyce, Milsko i Miśnię oraz podporządkowuje sobie Czechy. Doprowadza to do długotrwałej wojny z Cesarstwem (1004–1018), które kilkakrotnie organizuje wyprawy przeciw Chrobremu. Walki toczyły się ze zmiennym powodzeniem, ale ostatecznie w 1018 roku, wobec nikłych rezultatów wyprawy z roku 1017 (bezskuteczne oblężenie Niemczy) i dużych strat, cesarz zgodził się na zawarcie pokoju w Budziszynie, w wyniku którego Milsko i Łużyce pozostały w państwie Chrobrego.
Koronacja Bolesława Chrobrego (1025)
W roku 1025 Chrobry, wykorzystując okres bezkrólewia w Niemczech, uzyskuje zgodę papieża i koronuje się w Gnieźnie na króla. Podkreśla to niezależność państwa Piastów od Niemiec i Cesarstwa.

#### Podsumowanie
Stosunki polsko-niemieckie za pierwszych Piastów kształtowały się pod wpływem dążeń feudałów niemieckich do podporządkowania sobie ziem polskich. Mieszko I i Bolesław Chrobry skutecznie przeciwstawiali się ekspansji niemieckiej. Ich polityka pozwoliła na wzmocnienie państwa i poszerzenie jego granic. Z pierwszej fazy kontaktów z Cesarstwem Piastowie wyszli obronną ręką, utrzymując pełną niezależność swojego państwa.

## Władcy Polski wczesnopiastowskiej

### Władcy dyskusyjni

#### Poprzednicy Mieszka I
| Portret | Imię      | Okres panowania           | Rodzice             | Urodzony         | Zmarł       | Informacje dodatkowe                                             |
| ------- | --------- | ------------------------- | ------------------- | ---------------- | ----------- | ---------------------------------------------------------------- |
|         | Piast     | IX w. (?) – IX w. (?)     | Chościsko, nieznana | (?)              | (?)         | Legendarny założyciel dynastii Piastów, dyskusyjny władca Polski |
|         | Siemowit  | IX w. (?) – X w. (?)      | Piast, Rzepicha     | (?)              | X w. (?)    | dyskusyjny władca Polski                                         |
|         | Lestek    | X w. (?) – ok. 930/950    | Siemowit, nieznana  | (?)              | ok. 930/950 | dyskusyjny władca Polski                                         |
|         | Siemomysł | ok. 930/950 – ok. 950/960 | Lestek, nieznana    | IX w. – X w. (?) | ok. 950/960 | dyskusyjny władca Polski                                         |

#### Następcy Mieszka I
| Portret | Imię                             | Okres panowania | Rodzice                                 | Urodzony      | Zmarł    | Informacje dodatkowe     |
| ------- | -------------------------------- | --------------- | --------------------------------------- | ------------- | -------- | ------------------------ |
|         | Bolesław Mieszkowic (Zapomniany) | 1034 – 1038     | Mieszko II Lambert, Rycheza Lotaryńska? | ok. 1014/1015 | ok. 1038 | dyskusyjny władca Polski |

### Władcy historyczni
| Portret władcy | Imię                          | Okres panowania | Rodzice                                  | Urodzony      | Zmarł    | Informacje dodatkowe |
| -------------- | ----------------------------- | --------------- | ---------------------------------------- | ------------- | -------- | --- |
|                | Mieszko I                     | ok. 960 – 992   | Siemomysł?, nieznana                     | ok. 920/945   | 992      | Pierwszy władca Polski potwierdzony przez ówczesne źródła. |
|                | Bolesław I Chrobry (Wielki)   | 992 – 1025      | Mieszko I, Dobrawa Przemyślidka          | 967           | 1025     | 1. król Polski. Koronowany w 1025 roku Książę Czech. |
|                | Mieszko II Lambert            | 1025 – 1031     | Bolesław I Chrobry, Emnilda słowiańska   | 990           | 1034     | 2. król Polski. |
|                | Bezprym                       | 1031 – 1032     | Bolesław I Chrobry, Judyta Gejzówna?     | ok. 986       | 1032     | Książę Polski. |
|                | Mieszko II Lambert            | 1032 – 1033     | Bolesław I Chrobry, Emnilda słowiańska   | 990           | 1034     | Źródła niemieckie podają, że Mieszko II Lambert zrzekł się korony w 1032 roku. W polskich źródłach do śmierci był tytułowany królem. Otto zmarł w 1033 roku śmiercią naturalną lub skrytobójczo zamordowany przez swego drużynnika. Natomiast Dytryk prawdopodobnie został wygnany z kraju w tym samym roku. |
|                | Otto Bolesławowic             | 1032 – 1033     | Bolesław I Chrobry, Emnilda słowiańska   | 1000          | 1033     | Źródła niemieckie podają, że Mieszko II Lambert zrzekł się korony w 1032 roku. W polskich źródłach do śmierci był tytułowany królem. Otto zmarł w 1033 roku śmiercią naturalną lub skrytobójczo zamordowany przez swego drużynnika. Natomiast Dytryk prawdopodobnie został wygnany z kraju w tym samym roku. |
|                | Dytryk                        | 1032 – 1033     | Świętopełk?, nieznana                    | ok. 992       | ok. 1032 | Źródła niemieckie podają, że Mieszko II Lambert zrzekł się korony w 1032 roku. W polskich źródłach do śmierci był tytułowany królem. Otto zmarł w 1033 roku śmiercią naturalną lub skrytobójczo zamordowany przez swego drużynnika. Natomiast Dytryk prawdopodobnie został wygnany z kraju w tym samym roku. |
|                | Mieszko II Lambert            | 1033 – 1034     | Bolesław I Chrobry, Emnilda słowiańska   | 990           | 1034     | Po śmierci Ottona i wygnaniu brata stryjecznego, Dytryka, Mieszko II Lambert zjednoczył w swym ręku pełnię władzy w Polsce. |
|                | Kazimierz I Odnowiciel        | 1034 – 1058     | Mieszko II Lambert, Rycheza Lotaryńska   | 1016          | 1058     | Z braku źródeł niejasne jest, kto sprawował władzę w latach 1034–1037, gdyż w tym okresie Kazimierz musiał opuścić kraj. Kronikarze średniowieczni uzupełniali tę lukę Bolesławem Zapomnianym, jednak od końca XIX wieku uznaje się jego postać za zmyśloną. Faktyczne panowanie Kazimierza nastąpiło od 1039 r. lub 1040 r. i trwało aż do jego śmierci w 1058 r.                                                                                                |
|                | Bolesław II Szczodry (Śmiały) | 1058 – 1079     | Kazimierz I Odnowiciel, Dobroniega Maria | ok. 1042      | 1081     | 3. król Polski. Koronowany w 1076 roku |
|                | Władysław I Herman            | 1079 – 1086     | Kazimierz I Odnowiciel, Dobroniega Maria | ok. 1043      | 1102     | Po śmierci Kazimierza I Odnowiciela panował na Mazowszu jako lennik Bolesława II Szczodrego. |
|                | Władysław I Herman            | 1086 – 1089     | Kazimierz I Odnowiciel, Dobroniega Maria | ok. 1043      | 1102     | W 1086 roku zawarto kompromis polityczny pomiędzy Władysławem I Świętym (królem Węgier) a Władysławem Hermanem, na mocy którego Mieszko Bolesławowic otrzymał dzielnicę małopolską a Władysław I Herman zatrzymał władzę zwierzchnią. W 1089 roku z inicjatywy Sieciecha i Judyty Marii otruto Mieszka Bolesławowica i wysłano pierwszego syna Hermana (Zbigniewa) do klasztoru w Saksonii, umożliwiając Bolesławowi Krzywoustemu przyszłe objęcie tronu po ojcu. |
|                | Mieszko Bolesławowic          | 1086 – 1089     | Bolesław II Szczodry, Wyszesława         | 1069          | 1089     | W 1086 roku zawarto kompromis polityczny pomiędzy Władysławem I Świętym (królem Węgier) a Władysławem Hermanem, na mocy którego Mieszko Bolesławowic otrzymał dzielnicę małopolską a Władysław I Herman zatrzymał władzę zwierzchnią. W 1089 roku z inicjatywy Sieciecha i Judyty Marii otruto Mieszka Bolesławowica i wysłano pierwszego syna Hermana (Zbigniewa) do klasztoru w Saksonii, umożliwiając Bolesławowi Krzywoustemu przyszłe objęcie tronu po ojcu. |
|                | Władysław I Herman            | 1089 – 1098     | Kazimierz I Odnowiciel, Dobroniega Maria | ok. 1043      | 1102     | W 1089 roku, po otruciu Mieszka Bolesławowica, Władysław I Herman stał się na powrót jedynowładcą Polski. |
|                | Władysław I Herman            | 1098 – 1102     | Kazimierz I Odnowiciel, Dobroniega Maria | ok. 1043      | 1102     | W roku 1098 synowie Władysława (Zbigniew i Bolesław III Krzywousty), przy poparciu możnych, obalili Sieciecha i wymogli na ojcu podział państwa na dzielnice. Zbigniew otrzymał Wielkopolskę, Kujawy i ziemię łęczycko-sieradzką, a Bolesław Małopolskę i Śląsk, zaś Władysław zatrzymał dla siebie Mazowsze wraz z władzą zwierzchnią nad wszystkimi księstwami.                                                                                                 |
|                | Zbigniew                      | 1098 – 1102     | Władysław I Herman, Przecława?           | ok. 1070/1073 | 1113     | W roku 1098 synowie Władysława (Zbigniew i Bolesław III Krzywousty), przy poparciu możnych, obalili Sieciecha i wymogli na ojcu podział państwa na dzielnice. Zbigniew otrzymał Wielkopolskę, Kujawy i ziemię łęczycko-sieradzką, a Bolesław Małopolskę i Śląsk, zaś Władysław zatrzymał dla siebie Mazowsze wraz z władzą zwierzchnią nad wszystkimi księstwami.                                                                                                 |
|                | Bolesław III Krzywousty       | 1098 – 1102     | Władysław I Herman, Judyta Przemyślidka  | 1086          | 1138     | W roku 1098 synowie Władysława (Zbigniew i Bolesław III Krzywousty), przy poparciu możnych, obalili Sieciecha i wymogli na ojcu podział państwa na dzielnice. Zbigniew otrzymał Wielkopolskę, Kujawy i ziemię łęczycko-sieradzką, a Bolesław Małopolskę i Śląsk, zaś Władysław zatrzymał dla siebie Mazowsze wraz z władzą zwierzchnią nad wszystkimi księstwami.                                                                                                 |
|                | Zbigniew                      | 1102 – 1107     | Władysław I Herman, Przecława?           | ok. 1070/1073 | 1113     | Książę wielkopolski, mazowiecki i kujawski w latach 1102–1107. |
|                | Bolesław III Krzywousty       | 1102 – 1107     | Władysław I Herman, Judyta Przemyślidka  | 1086          | 1138     | Książę małopolski, śląski i sandomierski w latach 1102–1107. |
|                | Bolesław III Krzywousty       | 1107 – 1138     | Władysław I Herman, Judyta Przemyślidka  | 1086          | 1138     | Książę małopolski, śląski i sandomierski w latach 1102–1107, książę Polski w latach 1107–1138. |